# 日本の公衆電話

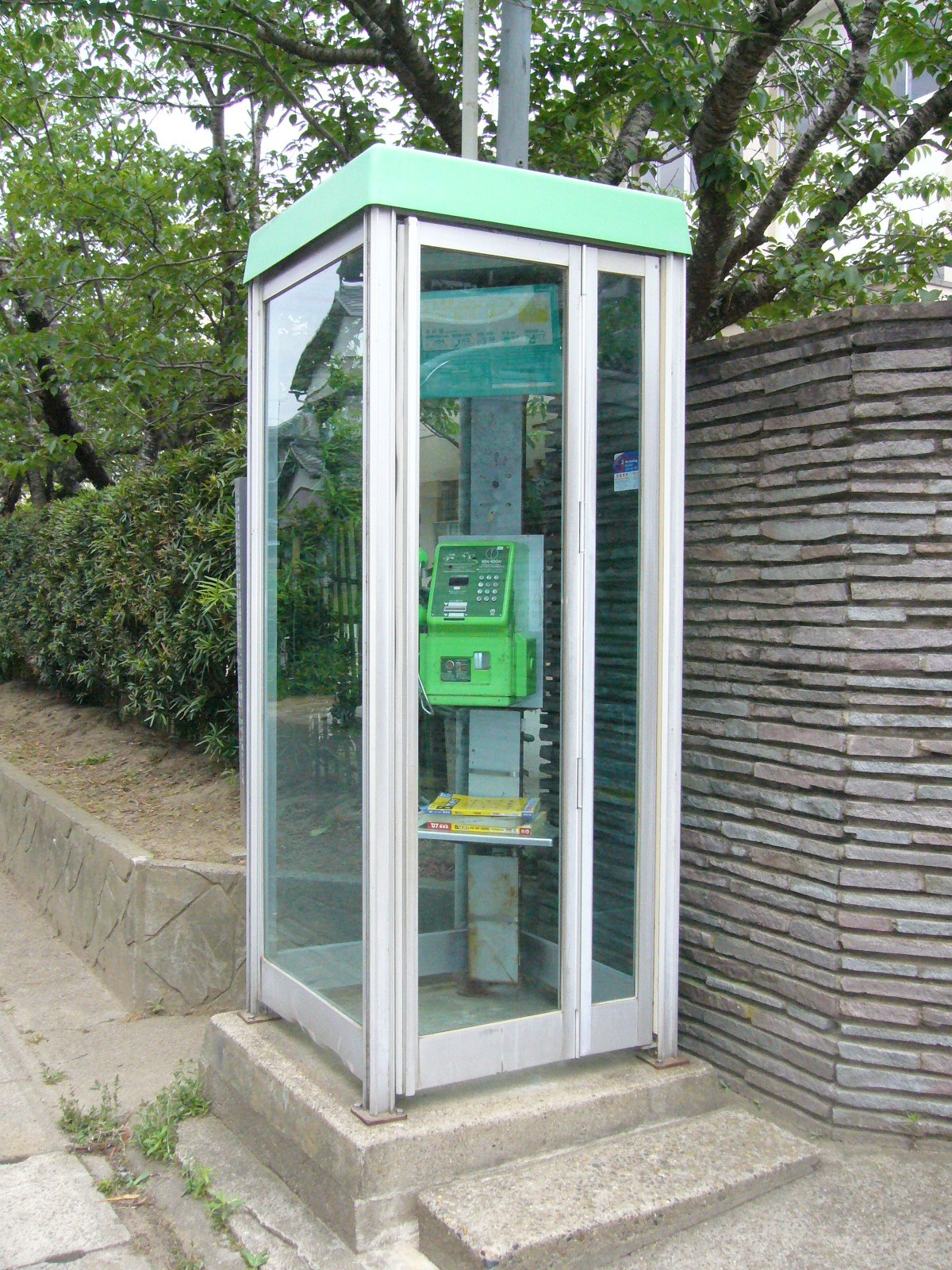
日本の公衆電話ボックス（2007年（平成19年）7月）

本記事では日本の公衆電話（にほんのこうしゅうでんわ）について説明する。

## 概要
設置された時期や場所により様々な種類の公衆電話が設置されている。21世紀以降の日本は携帯電話などが広く普及し、電子メールやモバイルメッセンジャーアプリケーションなどの普及により通話時間が減少していることにより、市役所や病院などの公共施設においても次第に施設数が減少している（「公衆電話の施設数」参照）が、移動体通信網の大規模障害発生時や大地震などの災害時に通信がしやすい特性から、非常時の連絡インフラとして機能している（「災害対策」参照）。

### 台数
台数は2021年（令和3年）時点、東日本電信電話（NTT東日本）と西日本電信電話（NTT西日本）に設置が義務付けられている第一種公衆電話が合計10万9000台、両社が任意で展開している第二種公衆電話を含めて15万1000台ある。携帯電話の普及により、利用回数は2002年（平成14年）度の11億8000万回から2019年（平成31年・令和元年）度は4000万回へと減少しており、両社の事業収支は赤字である。

### 運営事業者
NTT東日本・西日本、NTTコミュニケーションズ、NTTドコモなどが運営する。設置方法は事業者により異なる。かつてはKDDI（旧：KDD、旧：日本高速通信）、ソフトバンク（旧：日本テレコム）、BBモバイルも運営していた。

### 設置場所
公衆電話は全ての国民に対して公平な利用環境を提供するユニバーサルサービスに位置づけられている。このため、市街地には概ね1km四方に1台、それ以外の地域には概ね2km四方に1台（2022年（令和4年）3月31日までは、市街地では500m四方に1台、それ以外の地域では1km四方に1台であった）置くことが省令に定められ、2021年（令和3年）1月の時点で全国に約11万台が電話事業者により設置されている。
しかし、2022年から2027年までの5年間で約4万台を撤去し、6万9000台まで削減される見通しで、最終的な設置台数は3万台となることが想定されている。
これ以外に、企業などが独自に置いている第2種公衆電話が約4万台設置されている。
主に鉄道駅構内、市街地大通りの電話ボックス、市役所、空港、病院などの公共施設に設置されている。以前は電話機の窃盗防止などの観点から設置場所は公開されていなかったが、2011年（平成23年）12月、日本電信電話（NTT）は早ければ2012年（平成24年）4月にも公式サイトで設置場所を公開すると発表した。翌年2012年（平成24年）6月28日に、NTTは全国の公衆電話約23万台の設置場所を翌29日に公開すると発表した。
設置場所の公開に踏み切った背景には、2011年（平成23年）3月11日に発生した東北地方太平洋沖地震（東日本大震災）の発生直後に電話回線が輻輳し、都市部では災害時でも繋がりやすい公衆電話の前に長い行列ができたことがあった。これにより、公衆電話の重要性が世間一般に再認識された。
これを踏まえて、情報通信審議会の委員会は2011年（平成23年）12月、公衆電話の設置情報公開を求める報告書をまとめ、翌年設置場所の公開が実現した。
- 観光地やごく一部の地域では、地域住民独自の調査に基づき、公衆電話の設置場所を掲載した地図や表が存在している。
- 住宅地図などの縮尺が大きい地図でも、公衆電話の位置を掲載されていないものがある。住宅地図メーカー最大手のゼンリンが出版している住宅地図には掲載されていないが、刊広社が出版している住宅地図では掲載され[注 2]、販売している。

### 電話番号
メンテナンスの都合のため着信可能なものが多いが、街頭に設置されているものは悪用防止のために電話番号は公開されておらず、呼び出し音が鳴動しないものが多い。個人商店の店頭などにピンク色の筐体を用いたピンク電話を設置し、店舗の着信用兼用として用いる事例も見られる。
例外として、警察本部や消防本部の通信指令室は、通報後の回線保持と通報地点特定を目的に呼び返しが可能である。故障修理係が試験鳴動させる場合がある。
国内のNTTの公衆電話から発呼した場合、ナンバーディスプレイ対応端末は「公衆電話」あるいは「C」などを表示して公衆電話自体の電話番号は表示されない。
「非通知」（P。詳しくは「ナンバーディスプレイ」の項を参照）とは別設定のため、着信側の電話機で「番号非通知は拒否」するが「公衆電話からの着信は拒否しない」とする設定が可能である。公衆電話から発信した場合でも、指定番号をプッシュする方式のプリペイドカード（オートダイヤルカード）で発信した場合と、新幹線公衆電話からの発信は「通知不可能」（O/S。表示圏外）などの通知となる場合がある。

### 料金等支払手段
料金等支払手段には、硬貨、プリペイドカード（テレホンカード）が用いられる。諸外国でも釣銭を出す公衆電話はないが、日本でも、100円硬貨を使用した場合には、間違い電話や通話時間に達しなくても、釣銭が一切出ないため（10円硬貨または100円硬貨のみが使用可）、長年にわたり問題視されてきた（テレホンカードはこの問題を解決する手段としても採用された）。
公衆電話は10円単位の契約になるため、消費者にとっては内税もしくは非課税取引（単位料金10円に消費税をかけるのは現実的に決済困難となるため。国際電話は消費税非課税）になるが、電話事業者の消費税課税対象になるため、10円で話せる通話時間を短くして、通話料金を調整している。

## 事業状況
NTTグループが管理する公衆電話は日本電信電話公社時代の1984年（昭和59年）に設置台数が最高となる。1999年（平成11年）までに、硬貨専用機からテレホンカード対応機への置き換えが完了した。

### NTT東日本・NTT西日本が管理する公衆電話
経営状況としては、1993年（平成5年）10月（最終的に3倍に値上げされた市内通話料金は1994年（平成6年）4月も）に公衆電話の通話料金の大幅な値上げが行われたことや、1990年代後半からの携帯電話やPHSの普及（特に1995年（平成7年）にサービスを開始したPHSは公衆電話とあまり変わらない通話料金を設定した）により利用者が減少し、1995年（平成7年）度からは損失を計上している。
日本電信電話公社時代を含めて現在まで、NTT東日本・NTT西日本が管理する公衆電話は、第一種公衆電話、第二種公衆電話に区分される。
2021年（令和3年）、総務省は公衆電話の設置ルールを見直し、公衆電話を現行の4分の1程度に削減した上で避難所やコンビニエンスストアなどに事前配備する非常時用公衆電話を増やす方向で調整している。2005年（平成17年）度において、1995年（平成7年）度に比べ東日本管内で61%、西日本管内で57%の第一種と第二種の公衆電話が廃止されている。

#### 設置に関する規制
NTT東日本・西日本は電気通信事業法第7条に規定される基礎的電気通信役務を提供する電気通信事業者であり、公衆電話は電気通信事業法施行規則第14条に定める基準に則って設置されている。
同規則は、基礎的電気通信役務を行う電気通信事業者に対して、次のような基準に適合する責務を課している。
電気通信事業者が基礎的電気通信役務として公衆電話事業を行う場合には、電気通信事業法施行規則第14条第2号で、次の基準に適合する責務を課している。
- 市街地（最近の国勢調査の結果による人口集中地区をいう。）においてはおおむね1キロメートル四方に1台、それ以外の地域（世帯又は事業所が存在する地域に限る。）においてはおおむね2km四方に1台の基準により設置される音声通信役務を提供する自動式公衆電話機（第一種公衆電話）
- 第一種公衆電話が設置される単位料金区域（MA）内のNTTの固定電話との通信（市内通話）
- 無線呼出し（ポケベル）の呼出等の通信
- 離島特例通信
- 警察・海上保安機関・消防への緊急通報などを利用できるようにすること

#### 第一種公衆電話
第一種公衆電話は、通信手段維持の公益性を踏まえ、災害時などの緊急優先通話や、加入電話・携帯電話を使用できない場合の用に供するため、低い利用頻度の箇所を含め市街地で約500m、郊外で約1km四方に1台設置し、台数の維持を図っているほか、設置箇所も原則として、終日公衆の用に供することができる公道上または公道に面した場所としている（夜間閉鎖される施設内に設置されているものは「第二種」）。
基礎的通信役務（ユニバーサルサービス）を提供する電気通信事業者に責務として課されているために設置している公衆電話なので、高コストであるとされる。しかし基礎的通信役務は市内通話を義務付けているだけであるため、過疎地や離島などの公衆電話で市内通話をすることの少ない地域では、基礎的通信役務の収入としては僅少であるものの、市外通話の収入を含めればそこまで高コストではないとの指摘もある。

#### 第二種公衆電話
第二種公衆電話については、電気通信事業法令上に定義は存在せず、NTT社内の呼称で第一種公衆電話以外の公衆電話を指す。無論、法令上の規制は存在しない。第二種公衆電話は、高頻度の利用が見込まれる場所に設置される。「公衆」を冠する電話であるが、必ずしも公衆の出入りできる場所に設置されるとは限らず、例えばオフィスビルや工場など関係者専用の施設内において、施設に立入りできる者のみに使用させるような形態の設置も認められている。KDDIの施設などは、旧：KDD時代が特殊会社であり、民営化後もNHKの国際放送送信業務等を行なっているなどの公共性から、官公署設置の例により、他の電気通信事業者の事業所内にもNTT公衆電話の設置がある場合がある。“KDDIの公衆電話”（機器名は「国際電話端末装置」）と呼ばれるものは、KDDIが国際回線事業者である関係で、成田国際空港など非常に限られた場所のみにしか設置されていなかった。色は白（UX-6形）、ちなみにKDD時代は赤色（UX-5形）。国際通話専用で、日本国内への通話は出来なかった。2015年（平成27年）時点で既に全廃されている。

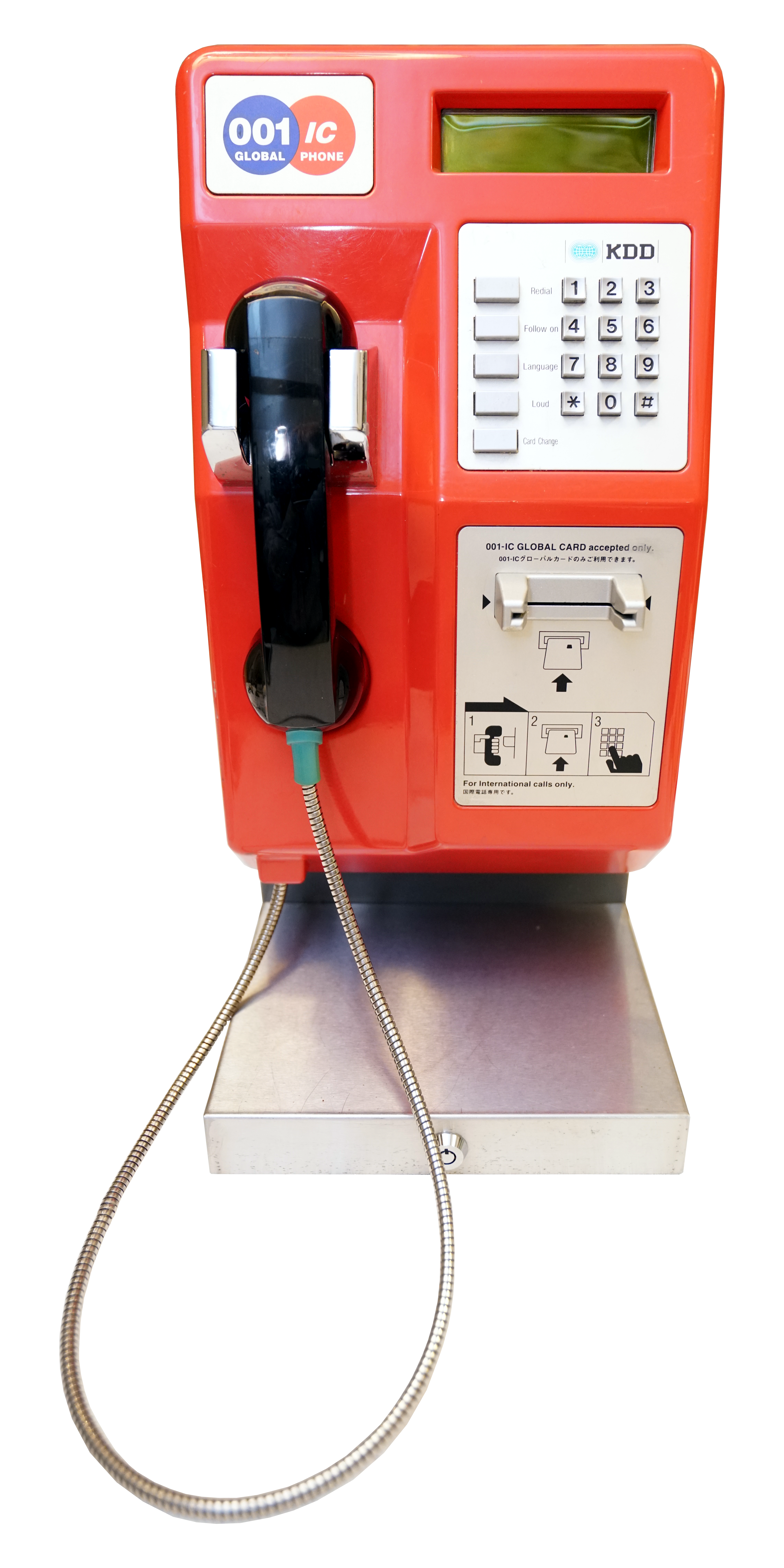
KDD XU-5形国際電話端末装置

#### 実情および会計検査院からの指摘
NTTの設置する第一種公衆電話が設置基準を満たしているかについては疑義もある。2007年（平成19年）現在、NTT東日本・NTT西日本は第一種公衆電話の新設を見合わせているため、新興住宅地や都市再開発、災害復旧を行った地区などには公衆電話が全く存在しない地域が存在することが指摘されている。
2006年（平成18年）の会計検査院検査報告にて、NTTが会計検査院の検査時に示した書類上では、NTTは前述の点を理由に、東日本で64.2%・西日本で65.4%の地域に一種二種両方とも公衆電話を設置しておらず、大分県にいたっては県土の87.1%に公衆電話がない。第一種公衆電話のうち東日本12.4%・西日本13.3%は、24時間利用可能でなく、独身寮や賭博場（パチンコ）等内に設置されていることなどの、改善意見の指摘を受けている。
後述の災害対策の項と重なるが、災害発生時においても、公衆電話は災害時優先電話として通話が可能である。携帯電話や一般電話が電話回線の輻輳で、使用不能になる恐れがあるため、通話が可能となる公衆電話の使用が推奨されている。災害時の連絡手段の確保という視点から、公衆電話無設置地域を無くすべき、という指摘も存在する。ちなみに災害時に停電した場合、テレホンカードは使用不能となるため、硬貨も用意しておくよう推奨されているが、次のような問題もあるため甚大な災害の場合は無料で通話ができるようになる。

#### 災害対策
災害により停電した場合はその設置する機種により異なる。災害時に公衆電話の通話を無料化する旨の掲載がある。これは阪神・淡路大震災の際に、使用不能となった公衆電話が多数存在したことによる。災害救助法が適用される規模の災害で、広域停電が発生している地域としている。
災害時における公衆電話の金庫充満を回避するため、及び停電によりテレホンカードが使用不能となっても、利用できるよう救済するための措置でもある。ただし、無料化措置実施中でも、アナログ公衆電話などの機種では硬貨もしくはテレホンカード（カードは使用可能の場合に限る）の投入が必要となる場合がある。その硬貨とテレフォンカードは通話終了後にそのまま返却される。
災害時の無料化措置実施時に、公衆電話から無料となる通話先は以下のとおり。無料化措置実施の設定は、都道府県単位でなされる。
- 日本国内の固定電話・携帯電話・IP電話
- 災害用伝言ダイヤル（「171」）
- ナビダイヤル番号（「0570」で始まる番号）
- 時報（「117」）・天気予報（「177」、市外局番前置の場合（例：「03-177」）も含む）

ただし、特殊簡易公衆電話（いわゆるピンク電話）は無料化措置の対象外で、通常の通話料が課金される。無料化措置実施中は、テレドーム番号（「0180」で始まる番号）へは掛けられない。
阪神・淡路大震災以降、広域停電を伴う災害救助法の適用される災害は多数発生したが、2011年（平成23年）3月11日に発生した東北地方太平洋沖地震（東日本大震災）で、NTT東日本管轄エリア17都道県で公衆電話無料化実施により、初めてこの措置が発動された。2016年（平成28年）4月14日に発生した平成28年熊本地震で、NTT西日本管轄エリアで初めて熊本県において、公衆電話無料化が実施された。
全ての公衆電話は、輻輳による発信規制の対象外たる「災害時優先電話」になっている。

### 公衆電話機等の種類
機種については公衆電話ギャラリーも参照。
アナログ公衆電話
緑色の外観（一部にパープルや黄色の塗装のものもある）。10円・100円硬貨とテレホンカード併用のものと、テレホンカード専用のものとがある。
最新機種として、2016年よりMC-D8の普及が進められている。デジタル公衆電話DMC-8AをMC-D8（アナログ）に準じた改造を行った電話機も順次登場している。
前述のデジタル型から改造したものなどごく一部を除き国際電話は使えない（外観では判断できないDMC-8Aでは、国際電話が使えるか使えないか液晶画面に表示される）。商用電源の通電表示（赤ランプと「消灯中は緊急通報以外使えません」の文字）付き。
屋外の電話ボックスに設置されたタイプと、施設屋内に設置される据え置きタイプがある。
デジタル公衆電話
グレーまたは緑色の外観（テーマパーク等特殊な環境に設置されていてそれ以外の塗装をされたものもごく一部ある）。
当初よりデジタル公衆電話はグレーの外観だったが、その後に普及が進められたDMC-8Aは緑色の外観でコネクタがない。
ISDN回線を利用した公衆電話。10円・100円硬貨とテレホンカード併用のものと、テレホンカード専用のものとがある。一部だが国際電話にも対応。
グレーの電話機はPC・PDAなどの接続用にRJ-45（ISDNデジタルモード接続）とRJ-11（モデムのアナログモード接続）コネクタが用意されている。RJ-11 コネクタが用意されているのは、「SIMカード利用や、携帯電話をデータ通信に使うことが一般的でなかった1990年代にモデム機能を搭載したPCMCIA（Personal Computer Memory Card International Association）カードをスロットに挿したノートパソコンを用いて公衆電話からダイヤルアップ接続が可能だった」という理由による。ダイヤルアップ後に、メールの送受信やWebブラウジングなどを行っていた。公衆電話ボックスによっては、ノートパソコンを置くための台が用意されていた。

施設屋内に据え置かれているタイプと屋外の電話ボックスタイプがあり、後者はNTTドコモのPHS用の基地局（ボックスの上に黒いアンテナが立っている）を同時に設置しているものが多かった（ドコモのPHSサービスは2008年に終了している）。
2024年1月にISDNのINSネット「ディジタル通信モード」が廃止されたことから、グレーの公衆電話は順次置き換えが進められている。

### NTTコミュニケーションズ・NTTドコモ管轄でJR各社管理の公衆電話
列車公衆電話
鉄道線路にLCXや無線基地局を併設し、車内設置の公衆電話機と無線で通信を行う公衆電話のこと。携帯電話の普及による列車公衆電話の利用頻度の減少、およびトンネル内への基地局設置で携帯電話の通話不能区間が解消されたことから、2021年（令和3年）6月30日に、全ての新幹線における列車公衆電話サービスが終了となった。
最末期には新幹線列車内のみに設置されていた。山形新幹線内（福島駅以北）を除き、新幹線の列車無線システムLCXを利用していた。かつては在来線や私鉄特急、山形新幹線内はNTTドコモが提供していたものがあったが、こちらは2012年（平成24年）3月末までにサービス終了している。これ以降は、NTTコミュニケーションズのものが新幹線内（福島駅 - 新庄駅間を除く）と博多南線内で利用可能であった。無線設備、公衆電話本体はJRが設置管理していた。
秋田・山形新幹線内を除く新幹線については新幹線からの発信のみ可能であった（NTTコミュニケーションズ管内電話ではPHS、NTTドコモ以外の携帯電話、直収電話、緊急通報をはじめとした3桁ダイヤル、フリーダイヤル等への発信は不可）。
かつては、一般電話から「107」をダイヤルし、オペレータに列車名（例：のぞみ5号）と呼び出したい人の名前を告げれば、呼び出し電話による着信も可能であったが、携帯電話の普及や、トンネル内の基地局整備が進んで利用者が減り、2004年（平成16年）6月で着信サービスは終了した。
携帯電話が普及する1990年代前半まで、ビジネス客の多い東海道新幹線では、走行中に電話着信呼び出し放送が多かった。
特にバブルの頃は、呼び出す相手がいないのに「（株）○○の××様…」と車内でわざと連呼させて宣伝に悪用した"カラ呼び出し"が多発し乗客から苦情が出たため、以後末期まで「住所・氏名（○○市の××様）」の呼び出しに限って呼び出しを受け付けるよう改めた。
東北新幹線では着信サービス末期、呼び出し設備を有しない編成が大半であったため、前述の理由により利用できない場合が多かった。

### NTTドコモ管理の公衆電話

#### 衛星公衆電話
衛星電話（ワイドスター）システムを利用する公衆電話で、発信・着信とも可能。一般的な公衆電話と異なり、料金支払手段はクレジットカードのみ。日本国内でNTTドコモのmova・FOMAエリア外にある、内航船舶や、電線を引けない山小屋・離島などに設置されている。データ通信・ファクシミリ通信の可能な専用端末も提供されている。2001年（平成13年）12月19日サービス開始。
ワイドスターサービスの終了に伴い、従来のクレジットカードホンは2013年（平成25年）3月29日、テレホンカードホンも2014年（平成26年）3月31日に終了した。
後継のワイドスターIIのサービス開始に伴い、2011年（平成23年）6月1日から簡易公衆電話サービスを開始。端末は、DMC-8AをベースにEdyによる支払機能を付加した「ワイドスターII簡易公衆電話」を使用している。

#### 秋田・山形新幹線、在来線、高速バスの公衆電話
携帯電話（自動車電話）のmovaサービスを利用した、発信専用の公衆電話。テレホンカードのみ使用可能。通話できる範囲は、携帯電話のサービスエリアと同じであるため、トンネル内などでは使用できない。2012年（平成24年）3月31日のmovaサービス終了に伴い、秋田新幹線・山形新幹線在来線区間は「自動車公衆電話」としての利用が終了されており、2013年（平成25年）1月時点では、同じ端末で盛岡駅以南ないしは福島駅以南の「新幹線公衆電話（NTTコミュニケーションズ扱い）」のみ利用可能となっていたが、前述のとおり2021年（令和3年）6月末にサービス終了となった。在来線、高速バスに設置されていた公衆電話も、前述のmovaサービス終了に伴い、撤去されている。

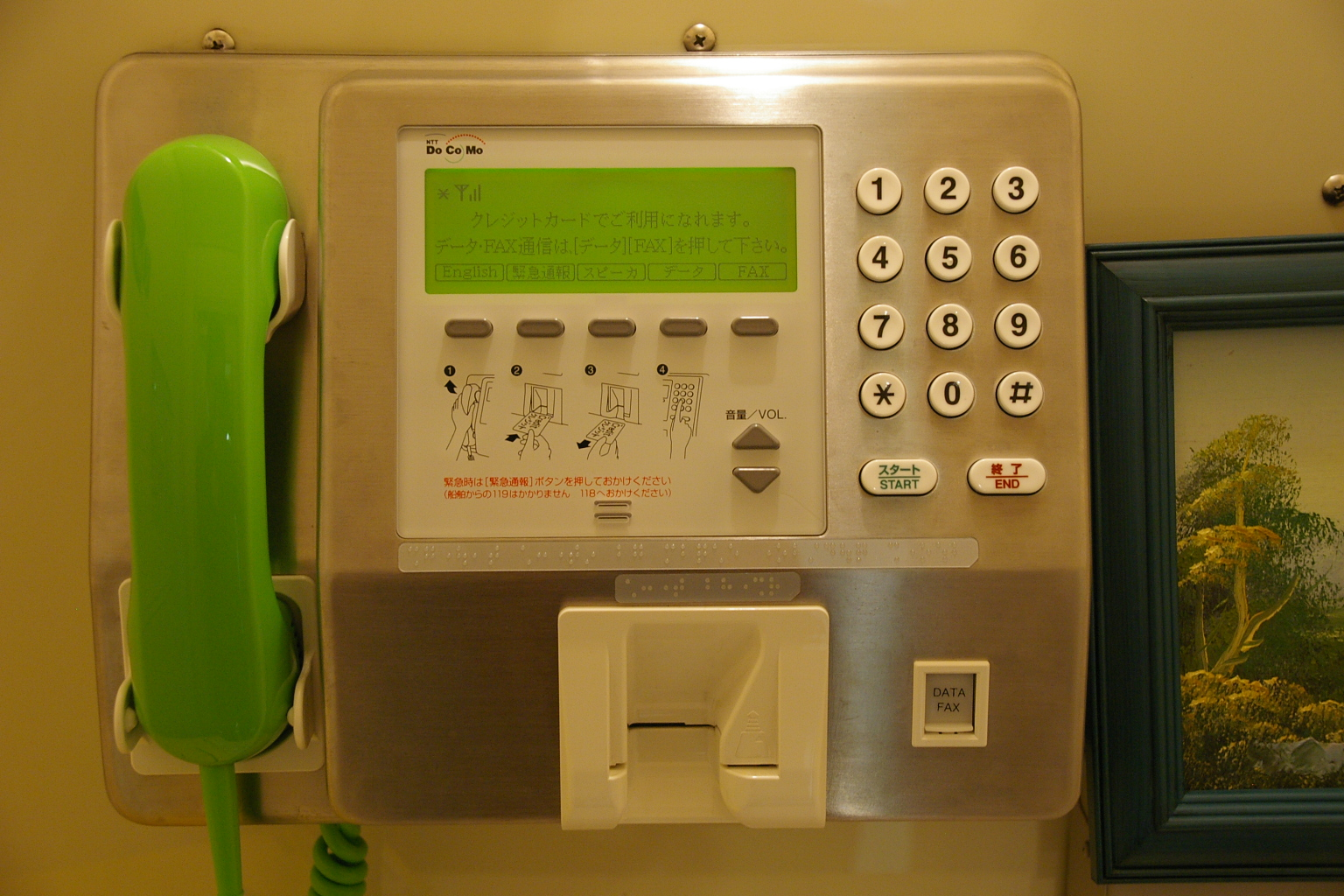
衛星回線を利用した「ワイドスタークレジットカードホンA81」 表示のようにデータ通信とFAX通信が可能なタイプ
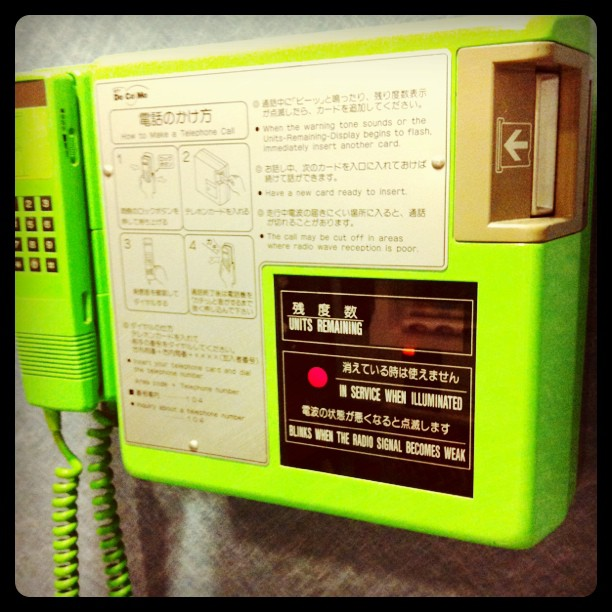
携帯電話回線を利用したテレホンカード専用の列車電話 （西武鉄道レッドアロー）
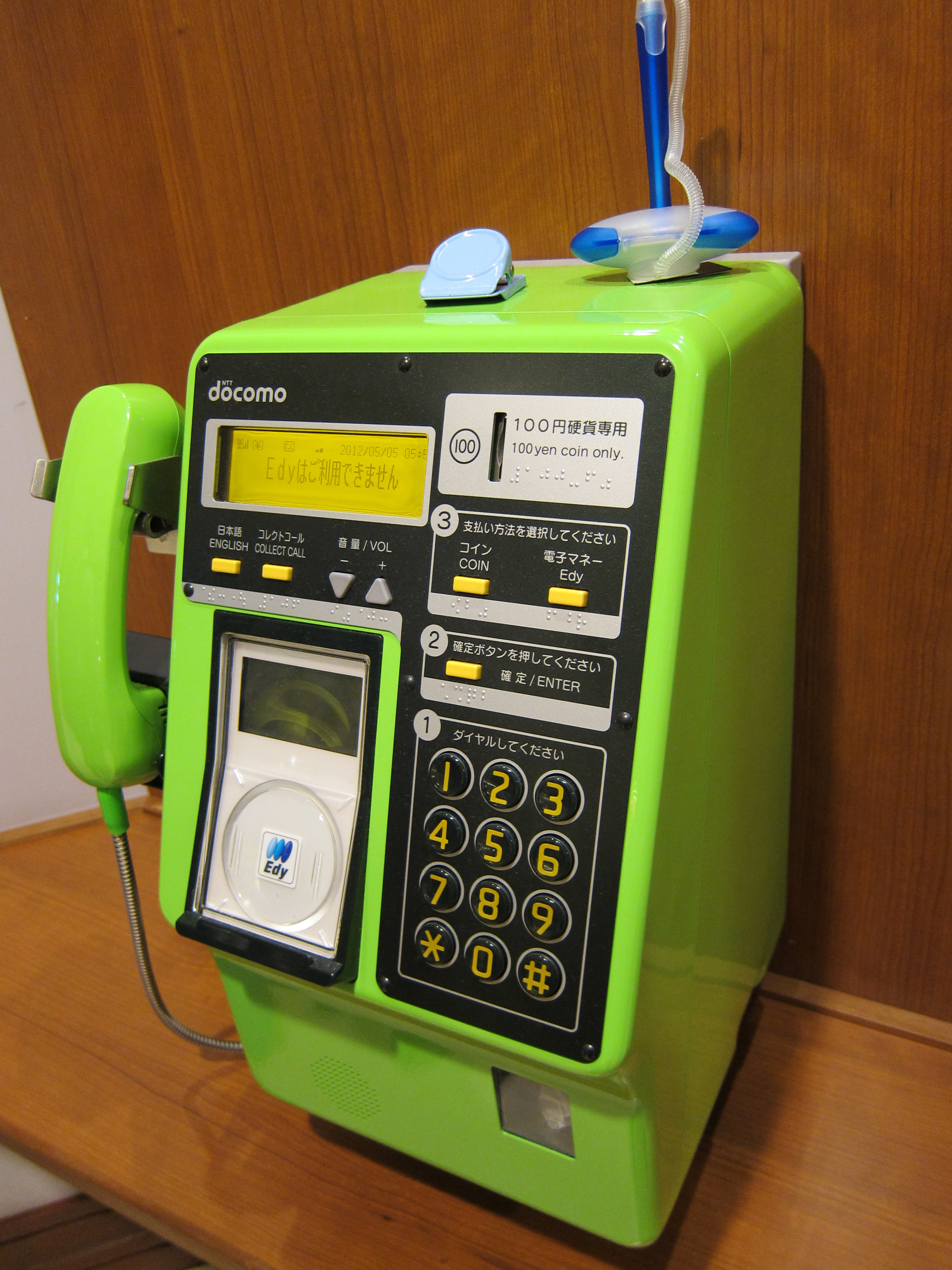
衛星回線を利用した「ワイドスターII簡易公衆電話」[注 6]（阪九フェリー 2012年）

### ソフトバンクテレコム管轄でJR九州管理の公衆電話
九州新幹線内設置の公衆電話
他の新幹線同様列車無線システムLCXを利用したもの。ソフトバンクテレコム（旧：日本テレコム）が提供しているため支払いにテレホンカードは使えず、ソフトバンクテレコム発行のコミュニケーションカード（通称「コミカカード」、1枚1000円）を車掌から購入であった。
車内の「もしもしカード」利用は2006年（平成18年）10月31日までとなり、11月1日からはコミュニケーションカード（通称「コミカカード」）の利用となる。
2011年（平成23年）3月の九州新幹線全線開業に合わせ、同年1月より順次他の新幹線路線と同じNTTコミュニケーションズ提供に切り替えられた。

### その他事業者管理の公衆電話

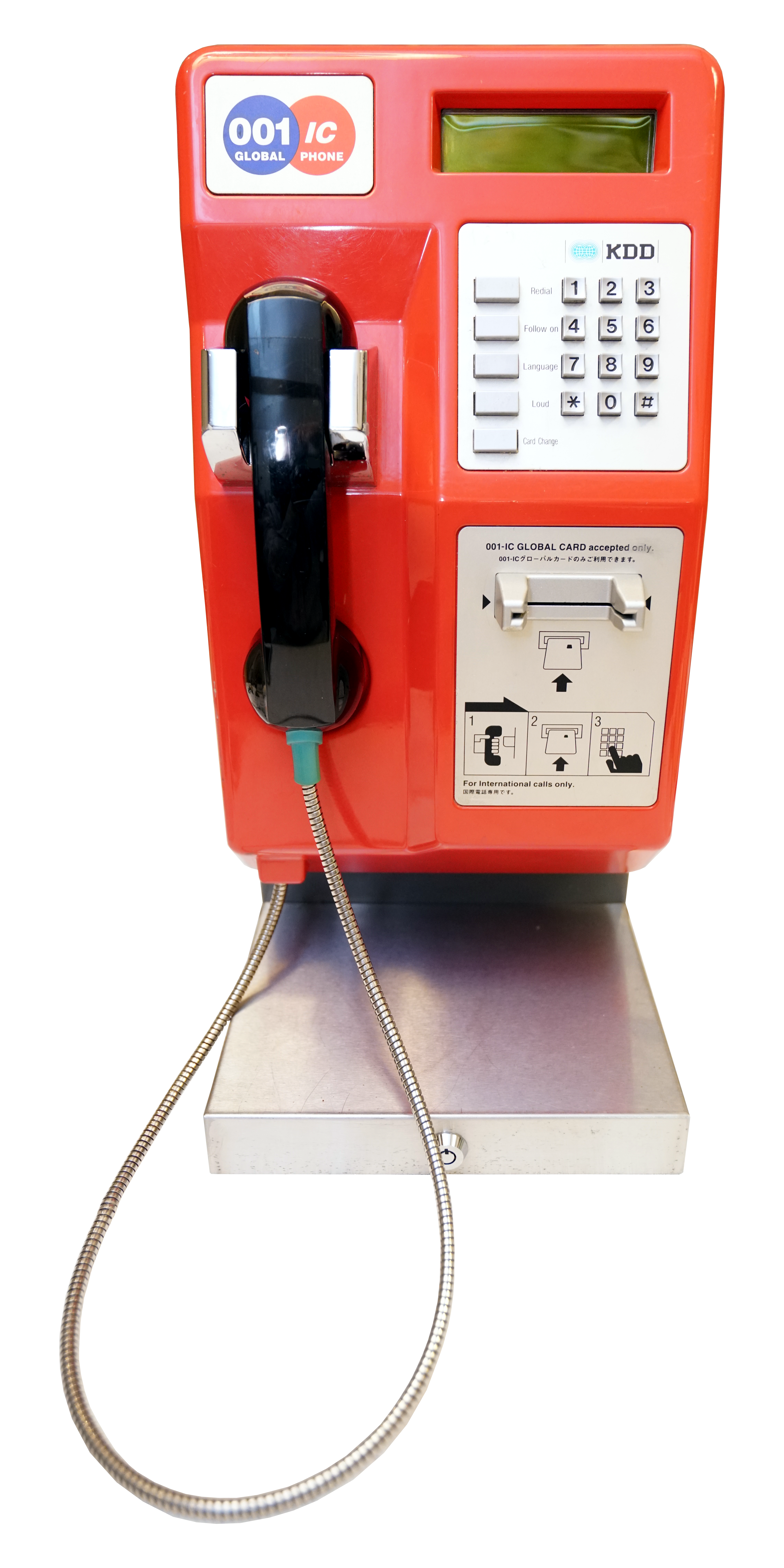
KDD（KDDI） XU-5形国際電話端末装置

- KDD（KDDI） XU-5形国際電話端末装置KDDIの公衆電話 - 旧：KDDにより設置された国際電話の専用公衆電話機。支払は、KDDIスーパーワールドカード、クレジットカード、または専用ICカードで行う。主にホテルや空港などに設置されていたが2016年の時点でサービスは終了している。それ以前には旧国際電信電話時代に設置されたホームカントリーダイレクト専用公衆電話があり、ボタン一押しで主要国のオペレータにつながるようになっていた。

### 公衆電話ギャラリー
停電すると、赤電話・黄電話は左の窓に「ただいま100円硬貨は使えません」の表示が出る。緑電話は「このランプが消えている時はカードは使えません（110番・119番だけ出来ます）」等と注記された、通電中を表す赤ランプが消灯する。

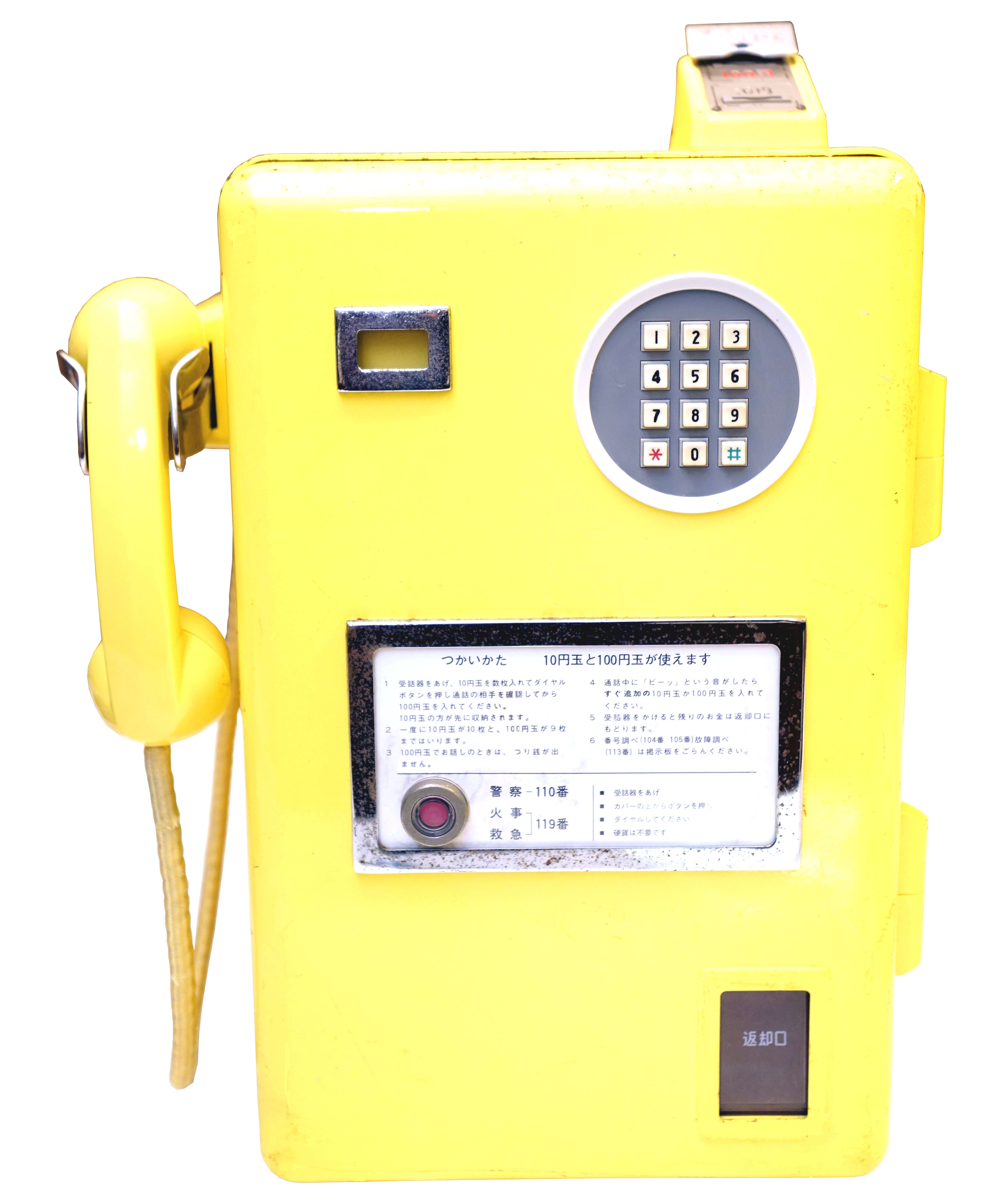
日本電信電話公社 673-P 黄色公衆電話機。1975年から1995年のNTTによる黄色電話の廃止まで、主に公衆電話ボックス内に設置されていた。
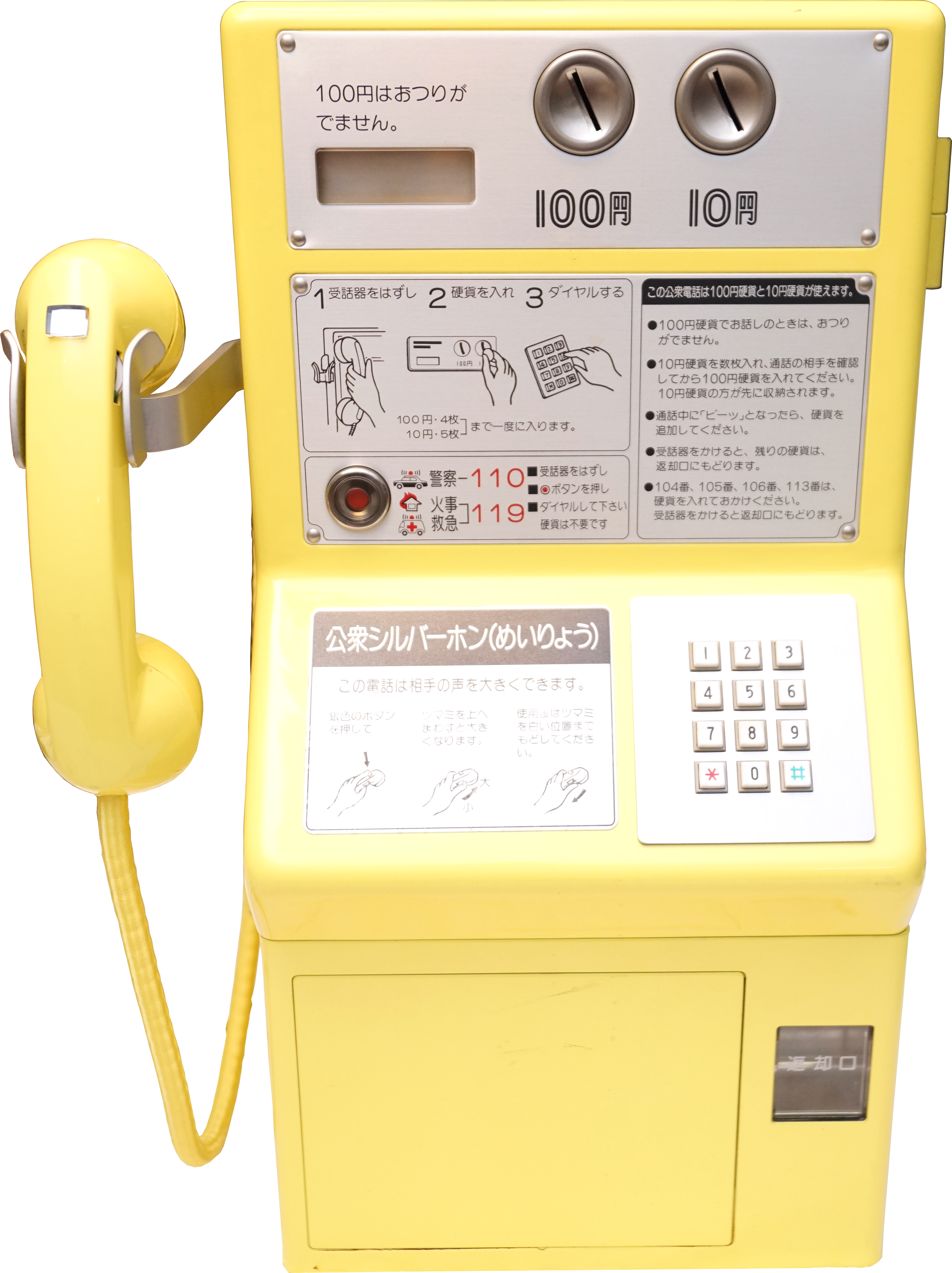
日本電信電話会社 679-PRA 黄色公衆電話機。1995年の廃止・交換まで公衆電話ボックス内などに設置されていた。
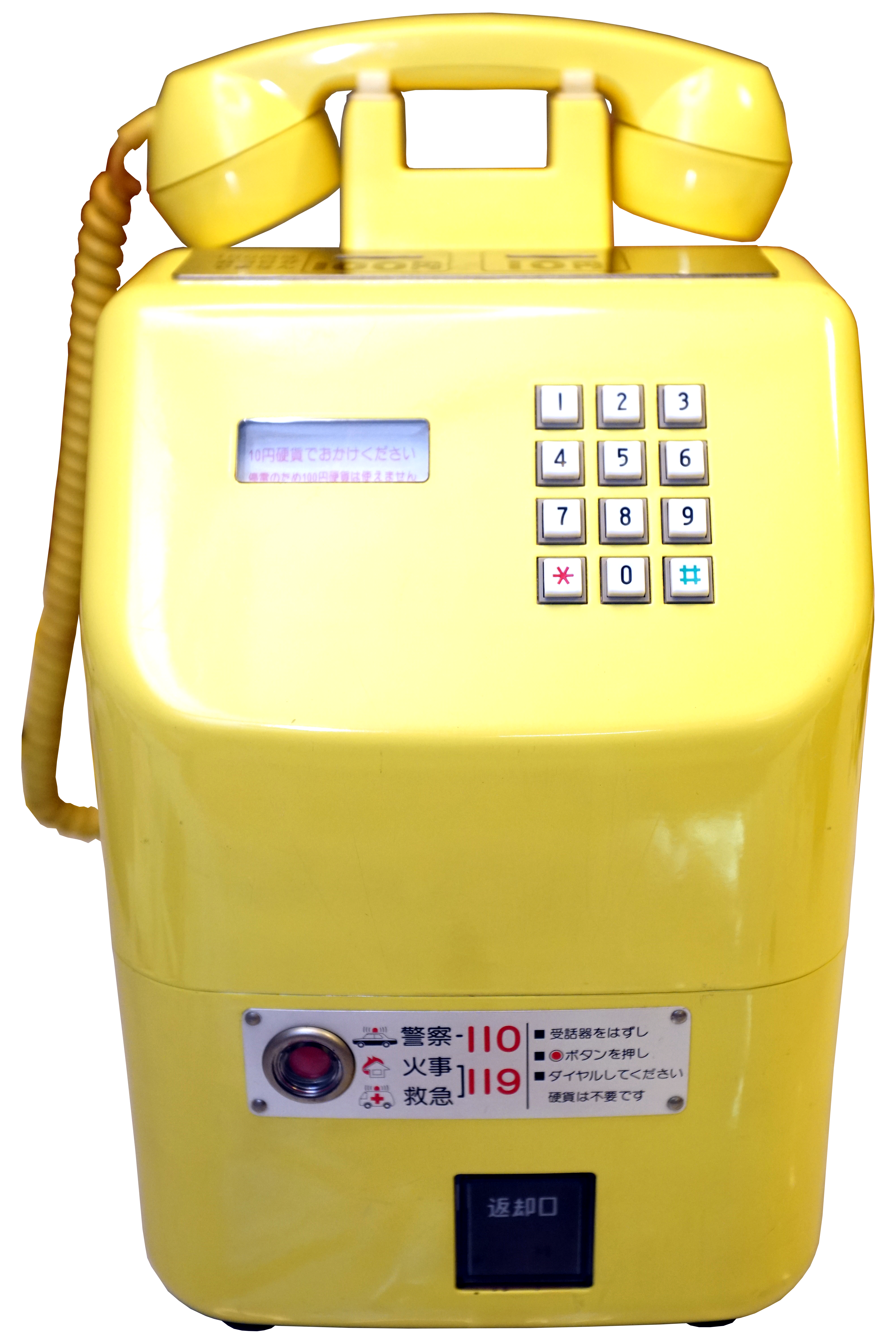
日本電信電話公社・677-P・仕5103号1版・黄色公衆電話機。1995年に廃止されるまで卓上据え置きの形で設置されていた。
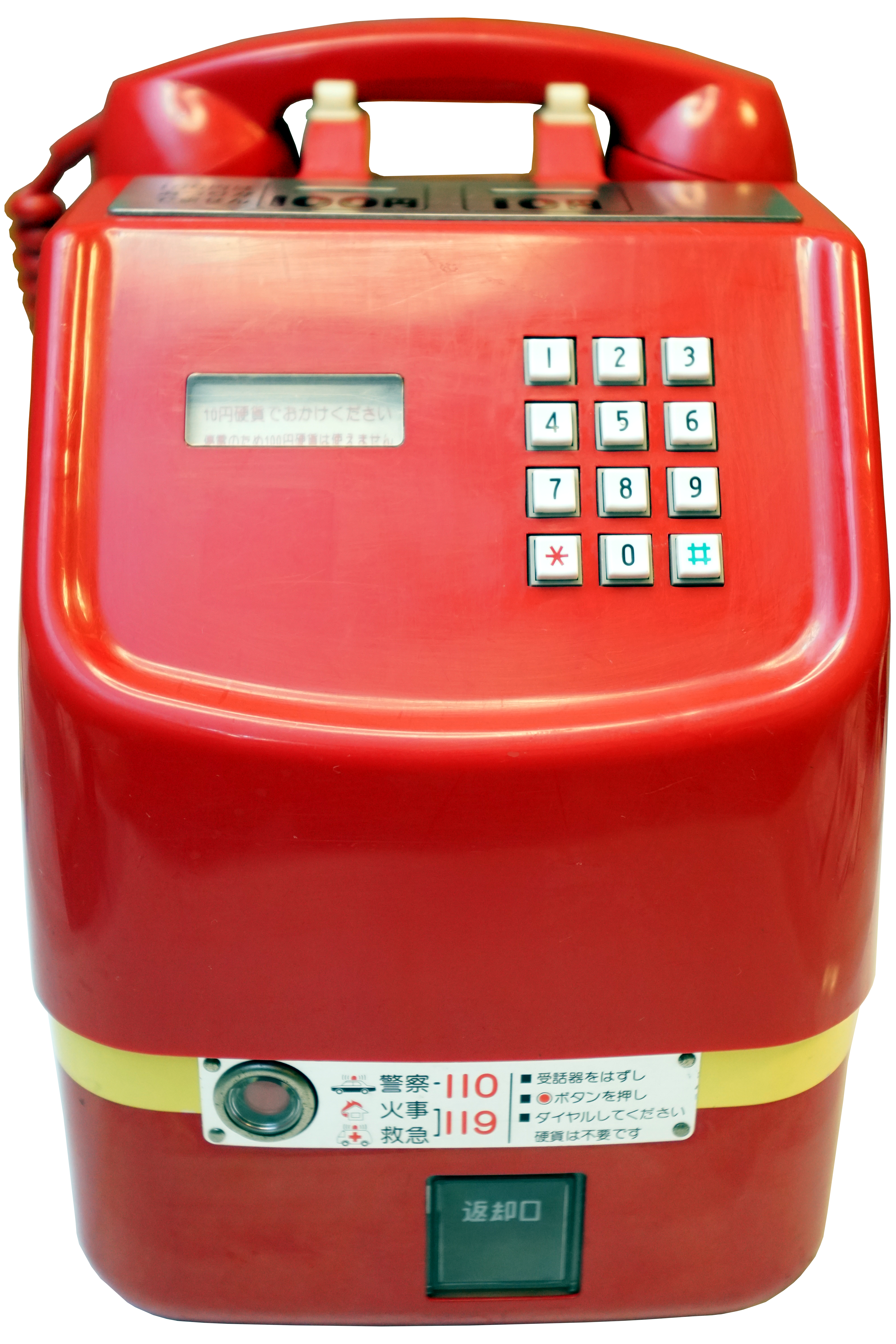
日本電信電話公社・678-PN電話機・仕5103号1版（プッシュホン式赤電話）
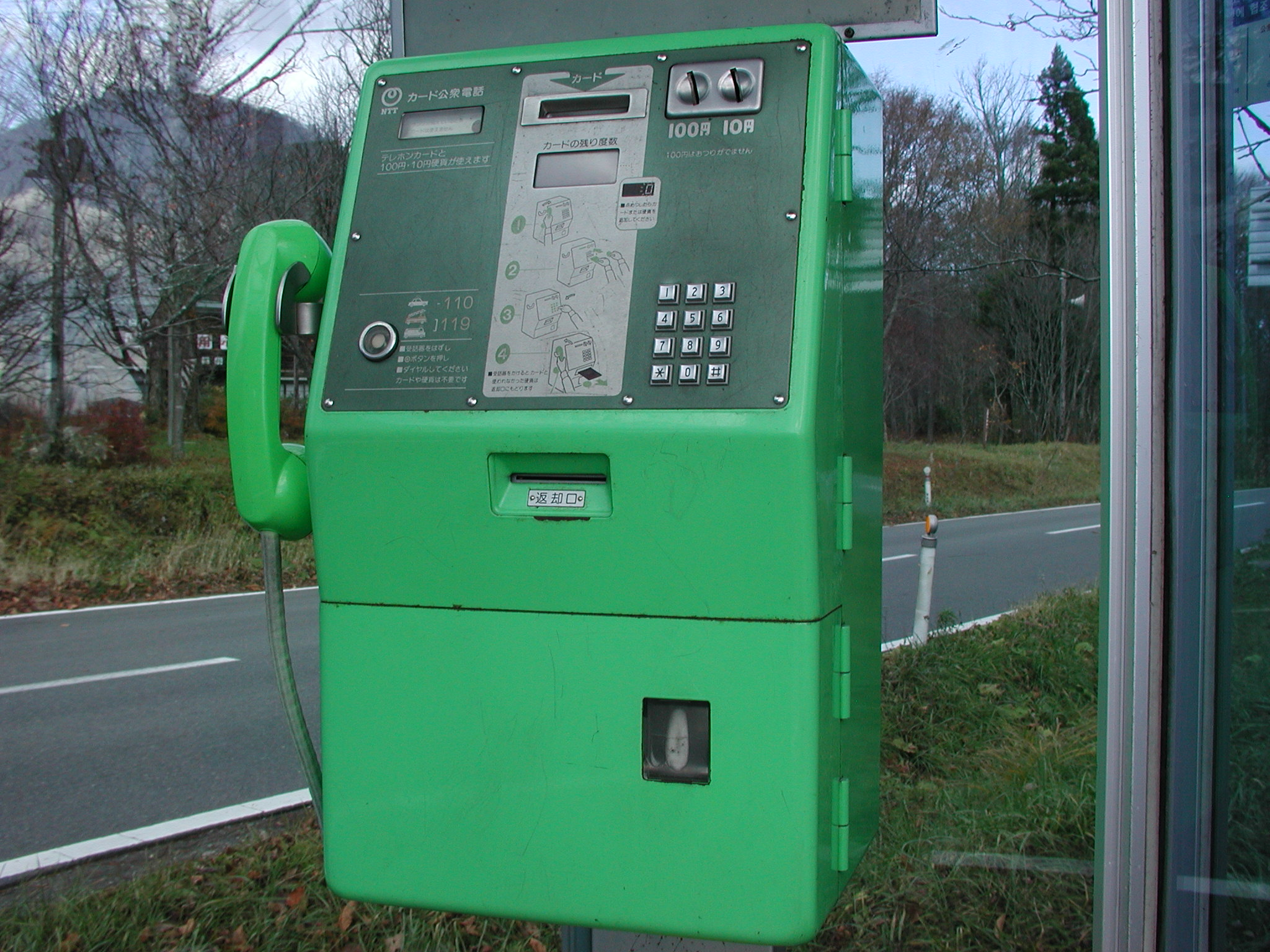
テレホンカードと10円・100円硬貨に対応するMC-1PN公衆電話機
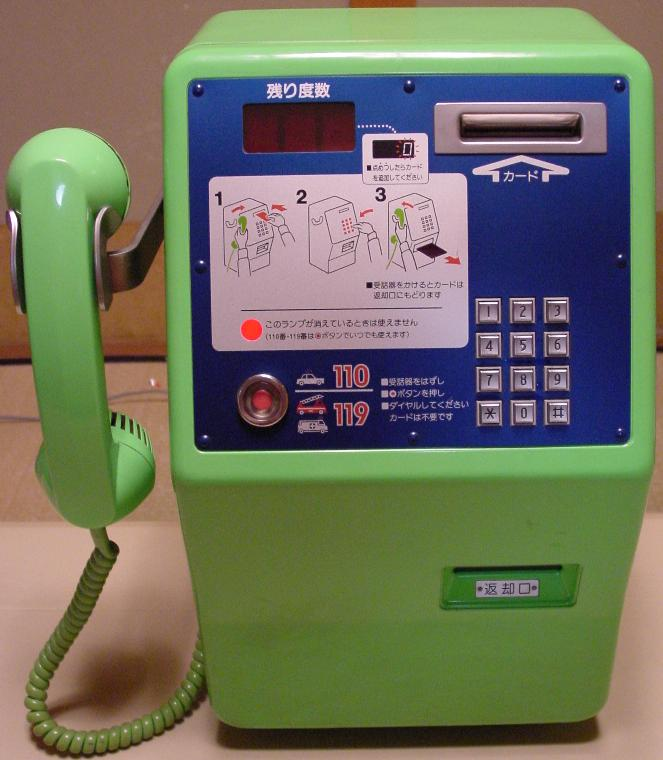
テレホンカードのみで通話が可能な日本電信電話公社のMC-2公衆電話機
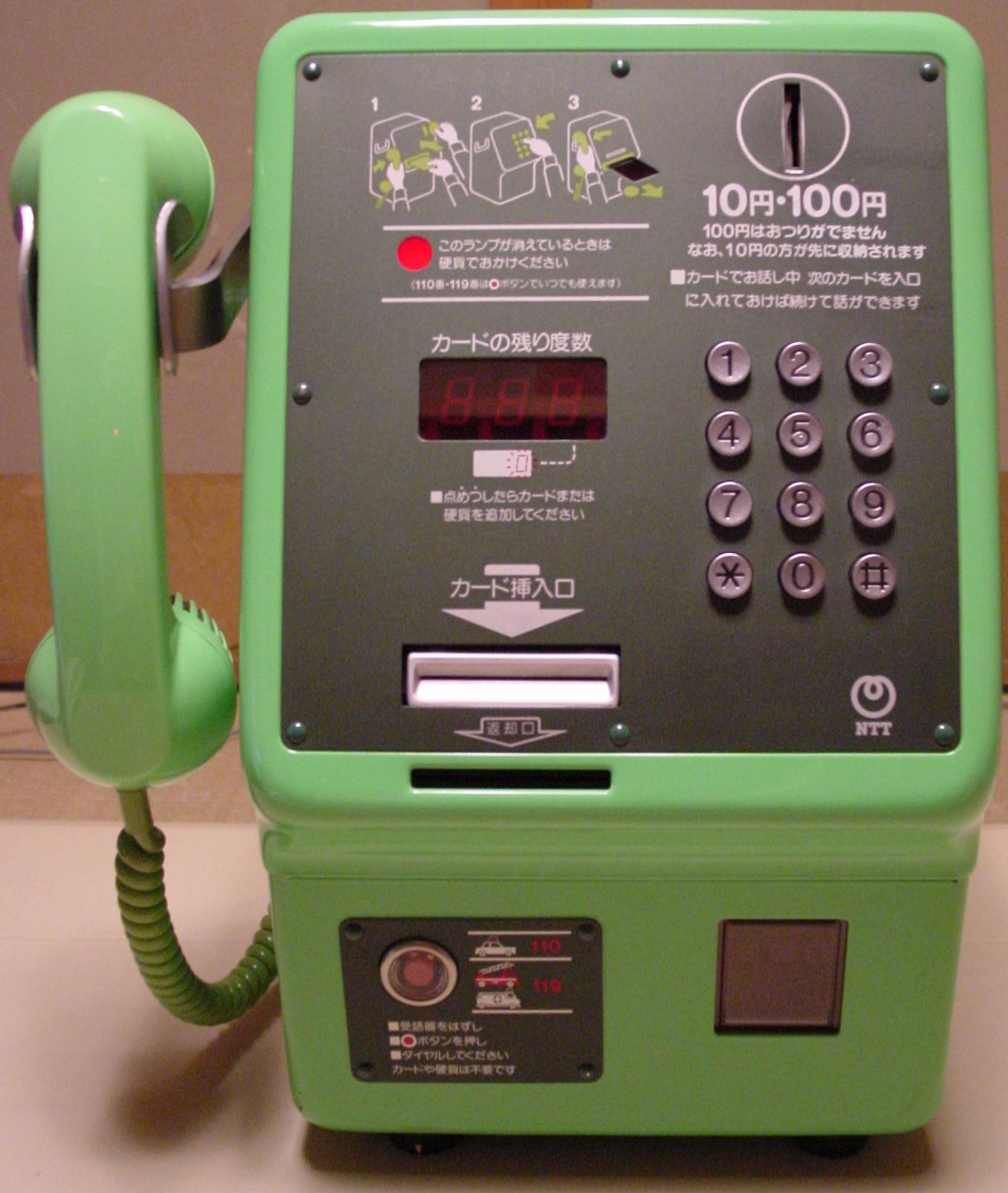
テレホンカードと10円・100円硬貨に対応するMC-3PNC公衆電話機
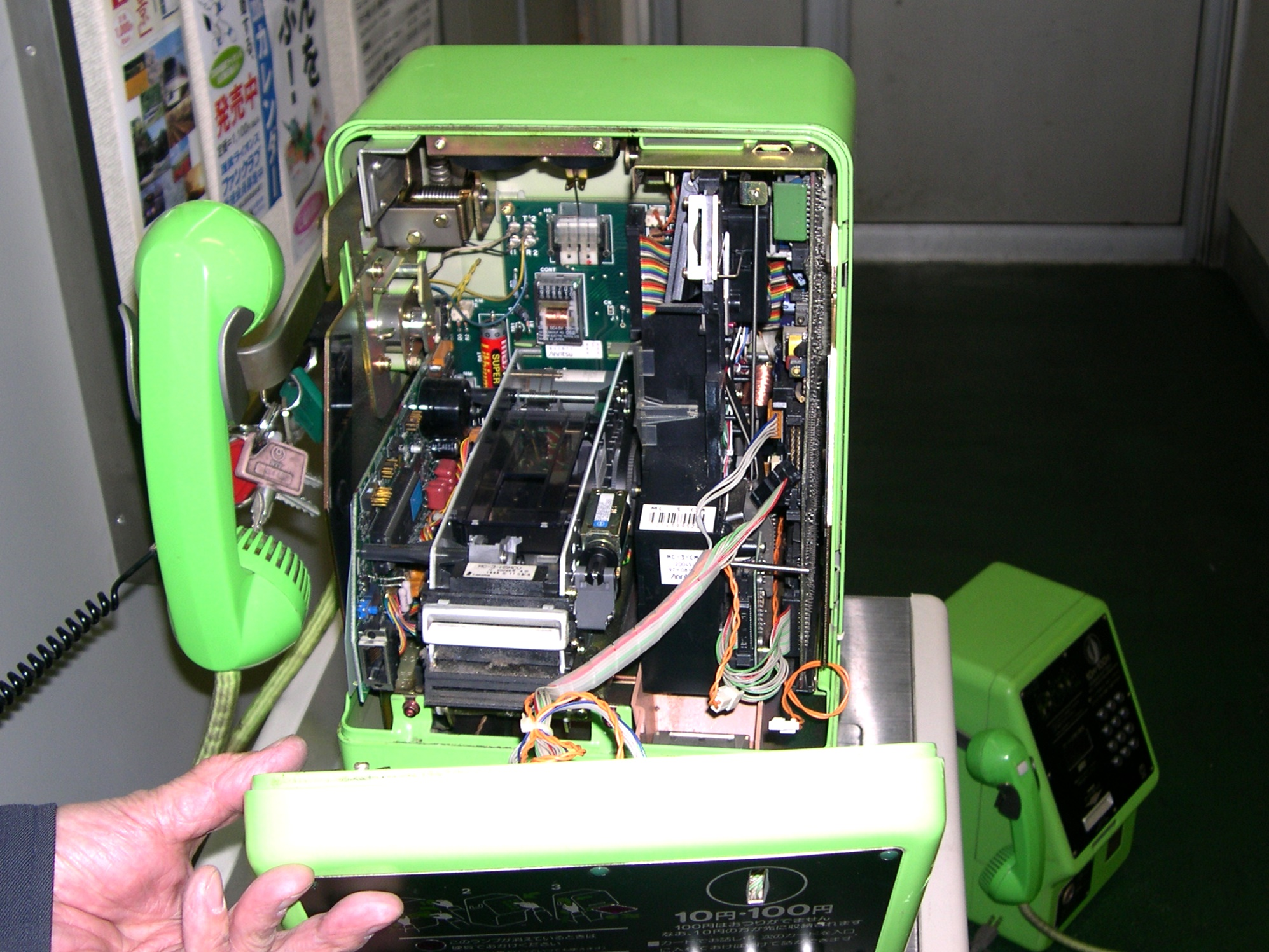
テレホンカード・10円・100円硬貨対応のMC-3PN の内部
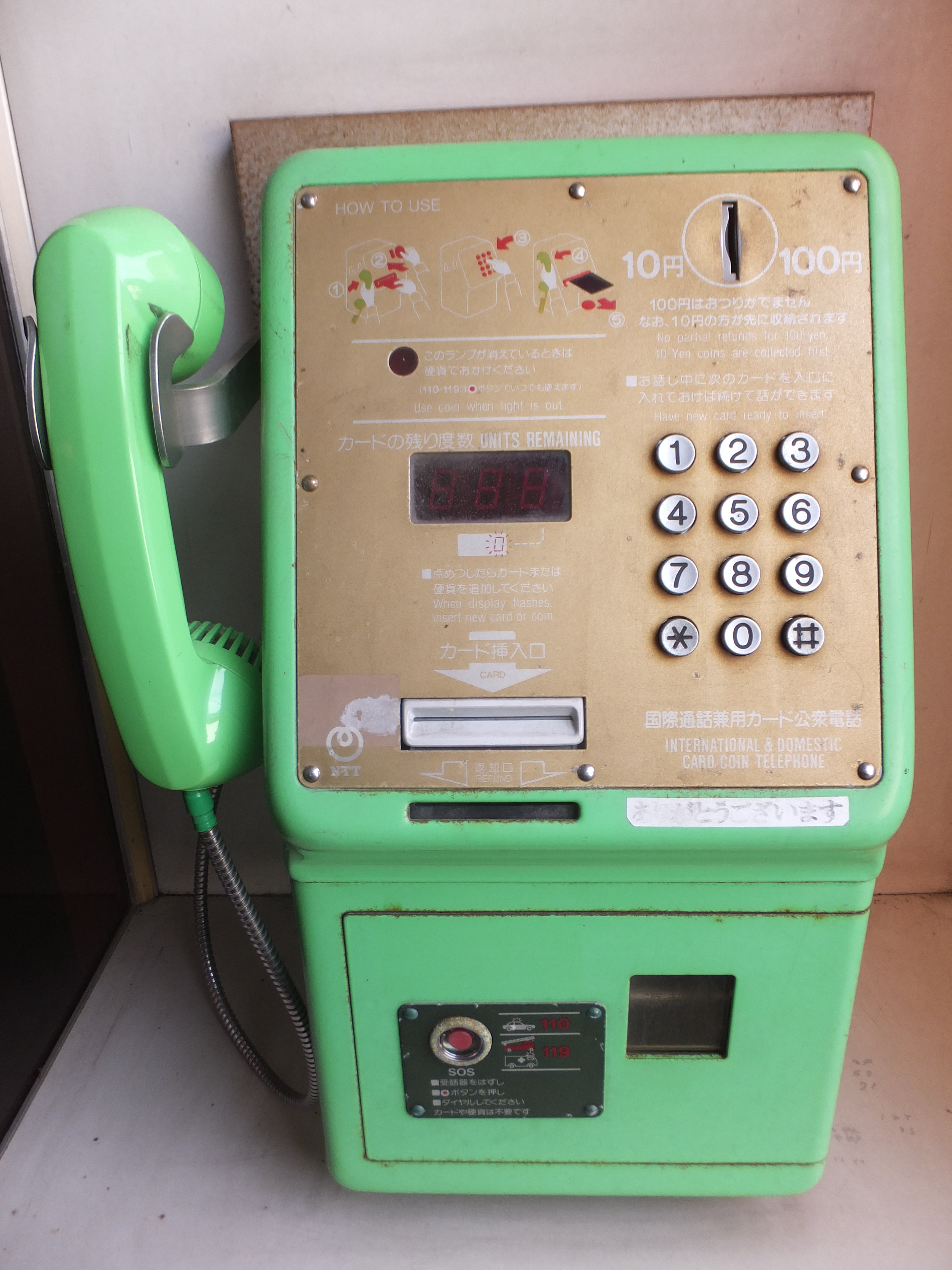
テレホンカードと10円・100円硬貨に対応する公衆電話機（国際通話対応型）
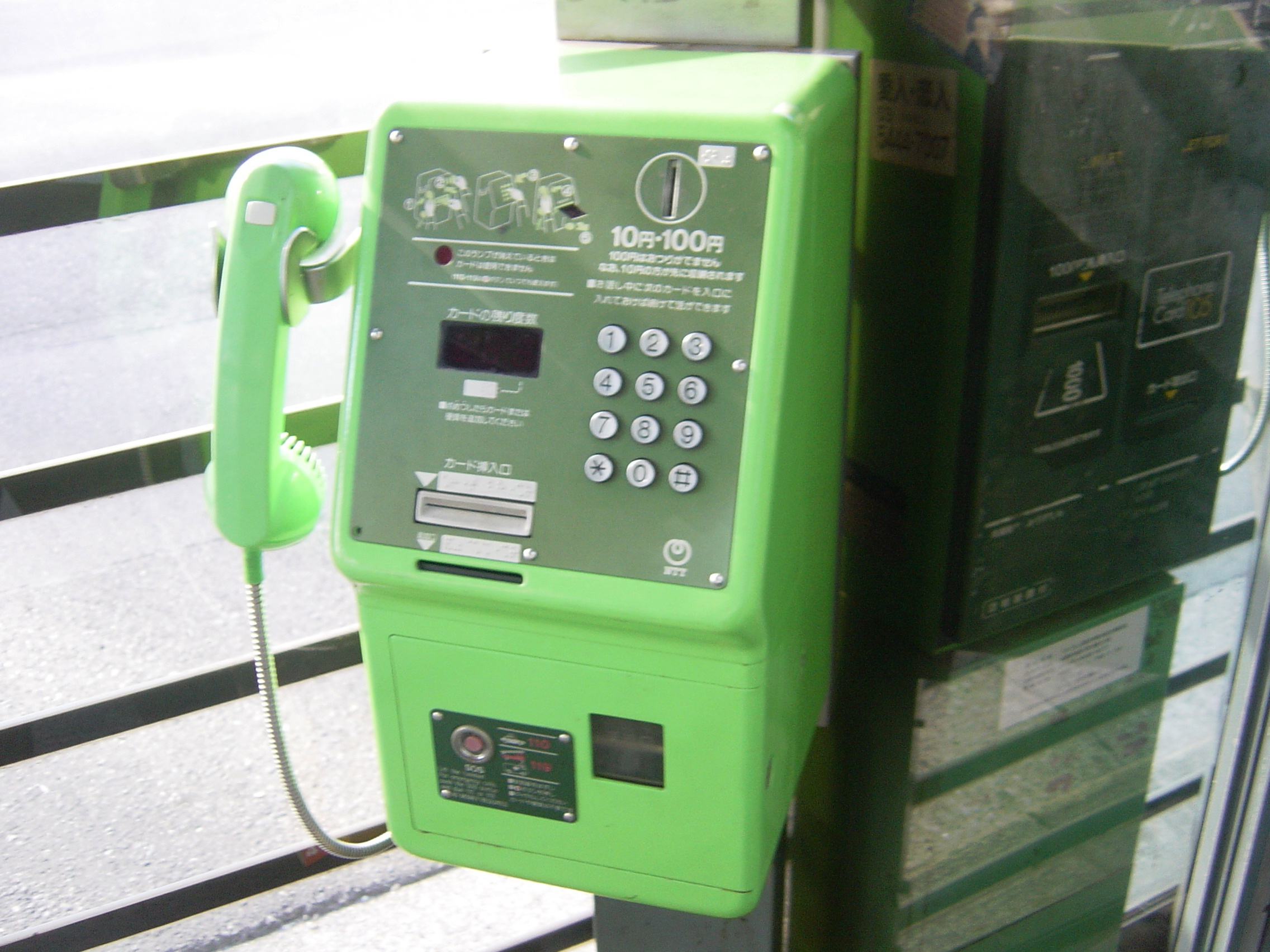
一般的なテレホンカード対応公衆電話機MC-4PN
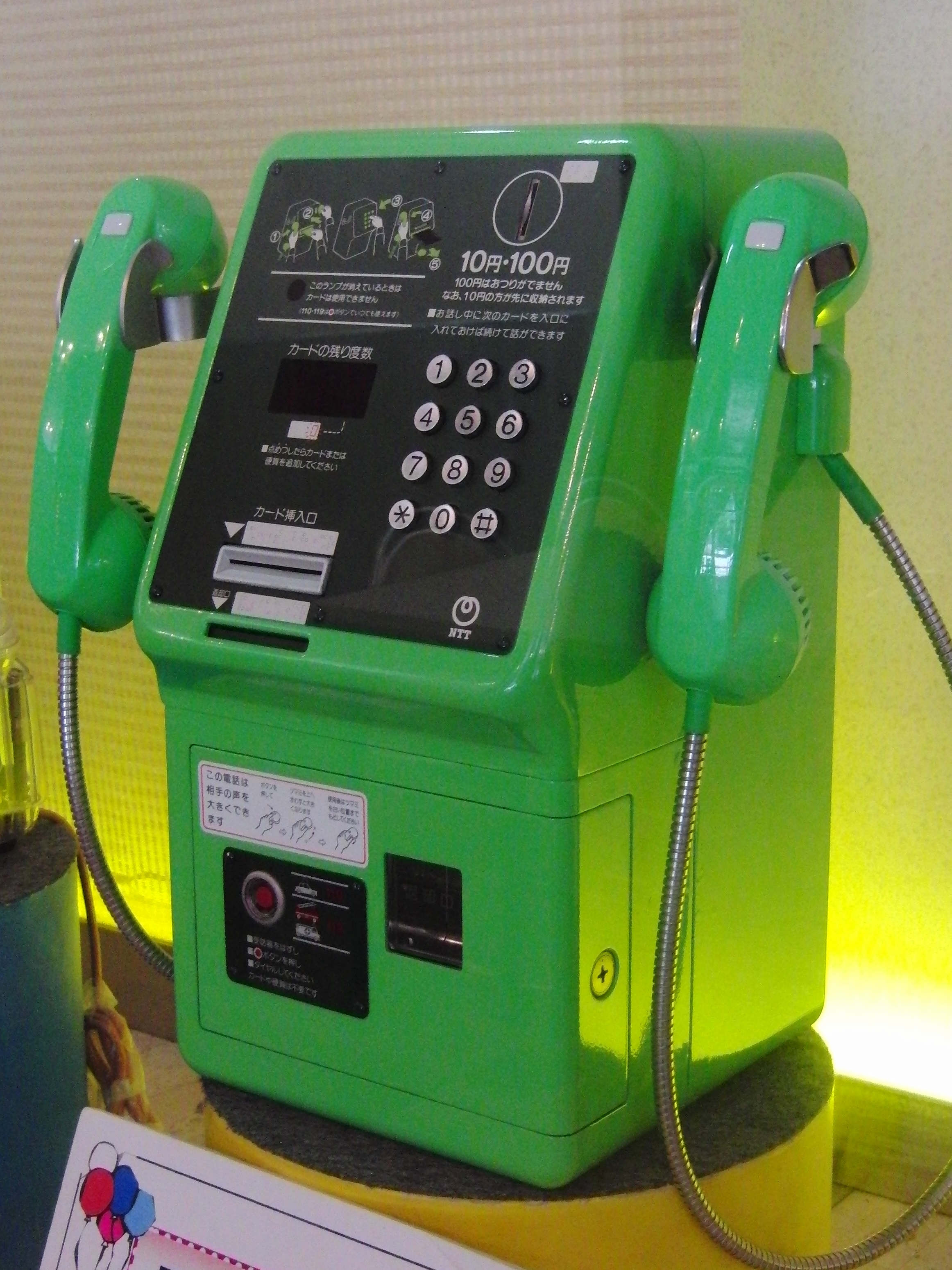
デュエットホン（逓信総合博物館の展示）
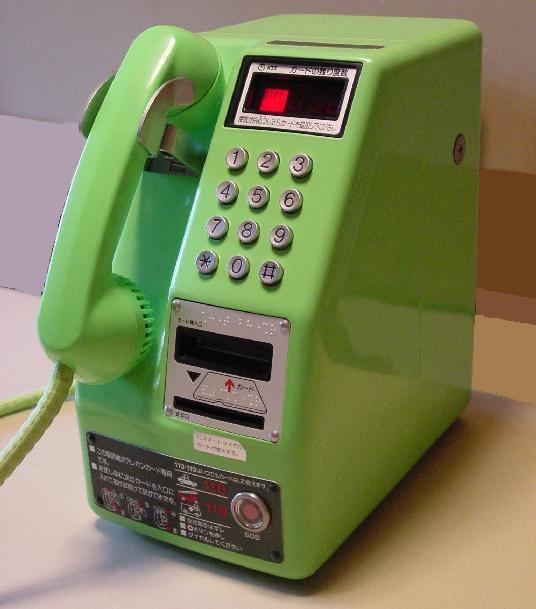
テレホンカードのみで通話が可能なMC-5APNK公衆電話機
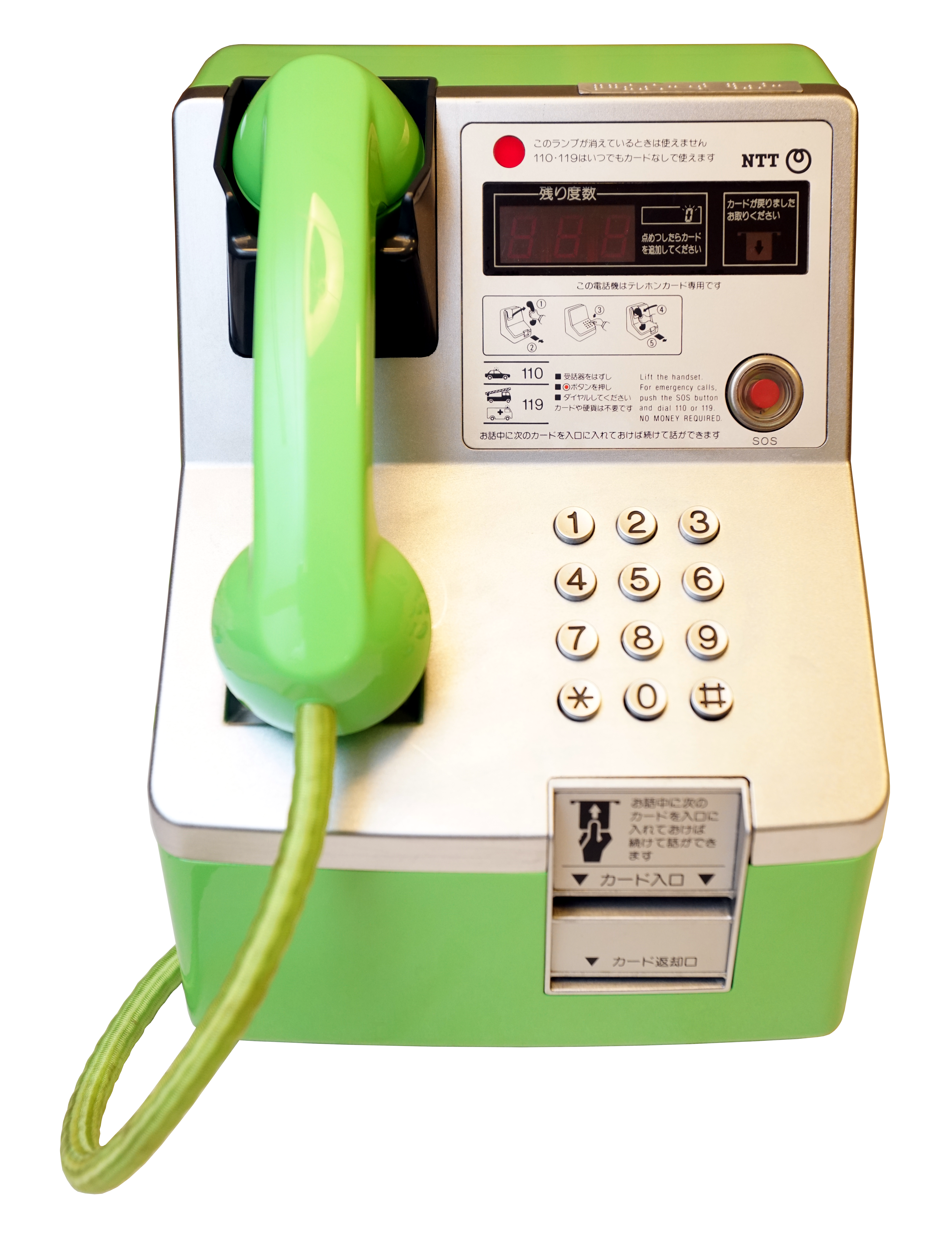
MC-5BPHN 公衆電話機。テレホンカードのみ利用が可能。
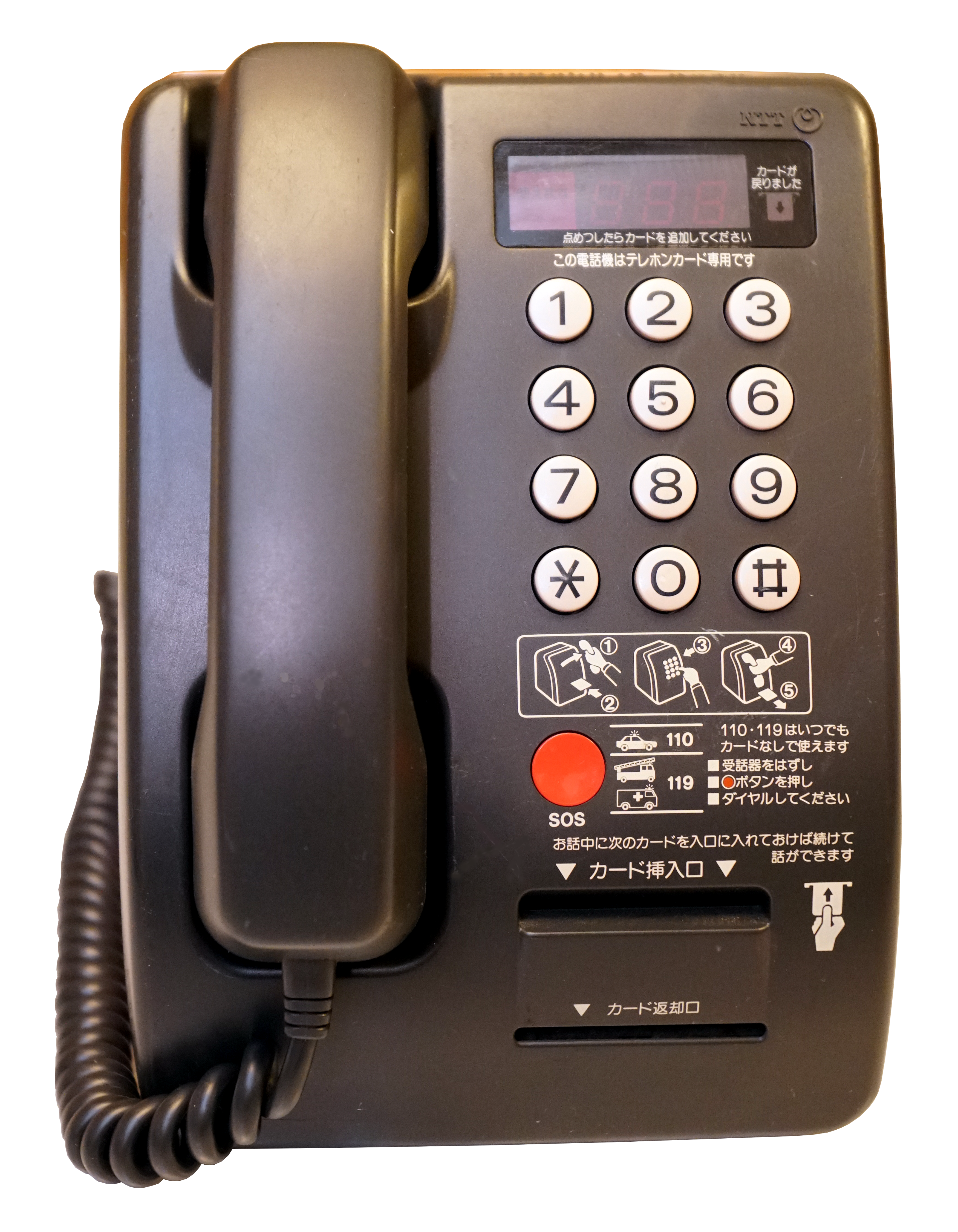
日本電信電話株式会社・MC-6P-UL 仕210023号2版 1992年7月製造。テレホンカード専用の特殊簡易公衆電話機（ピンク電話機）。
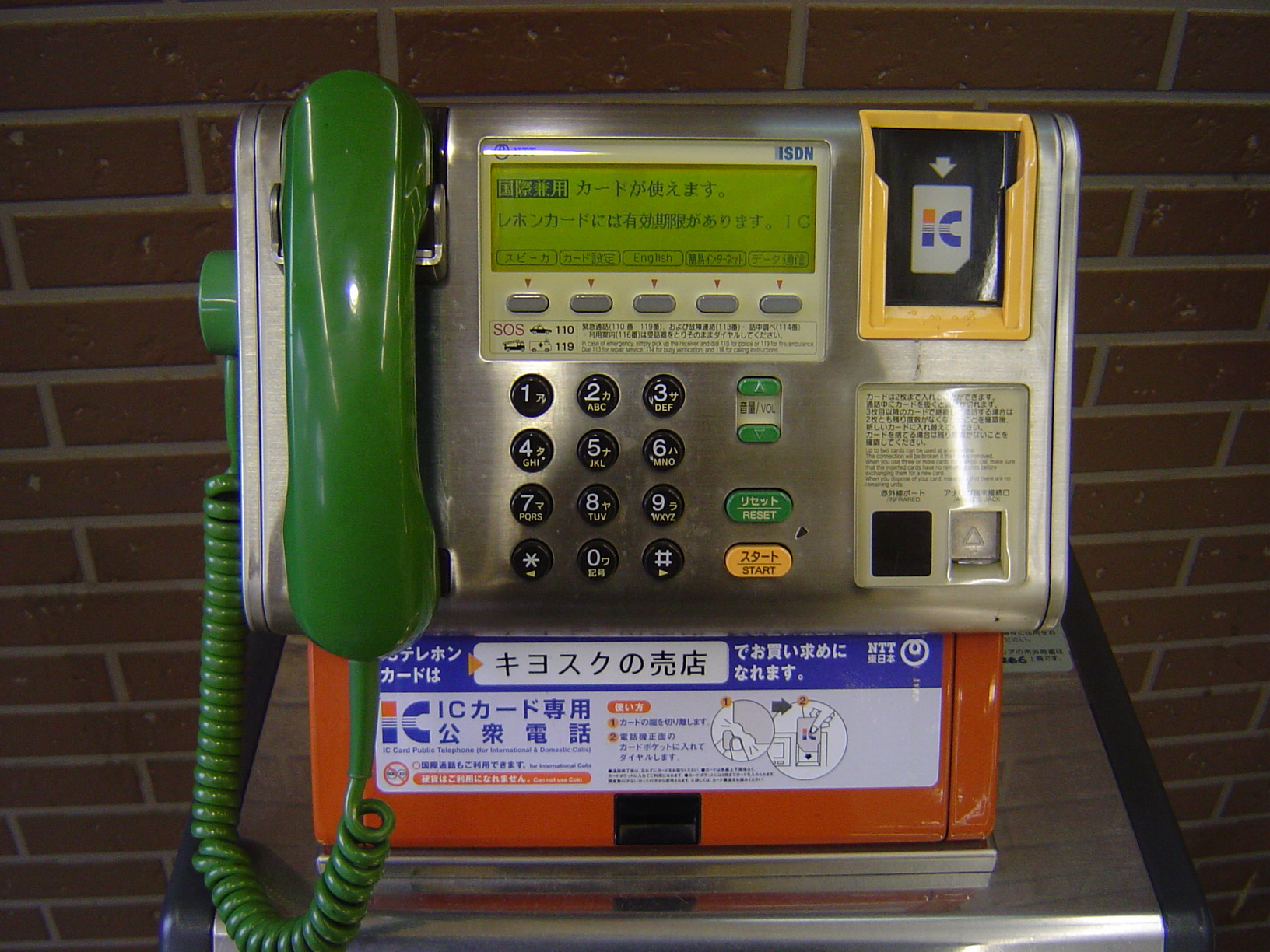
ICカード専用公衆電話機ICT-1CO
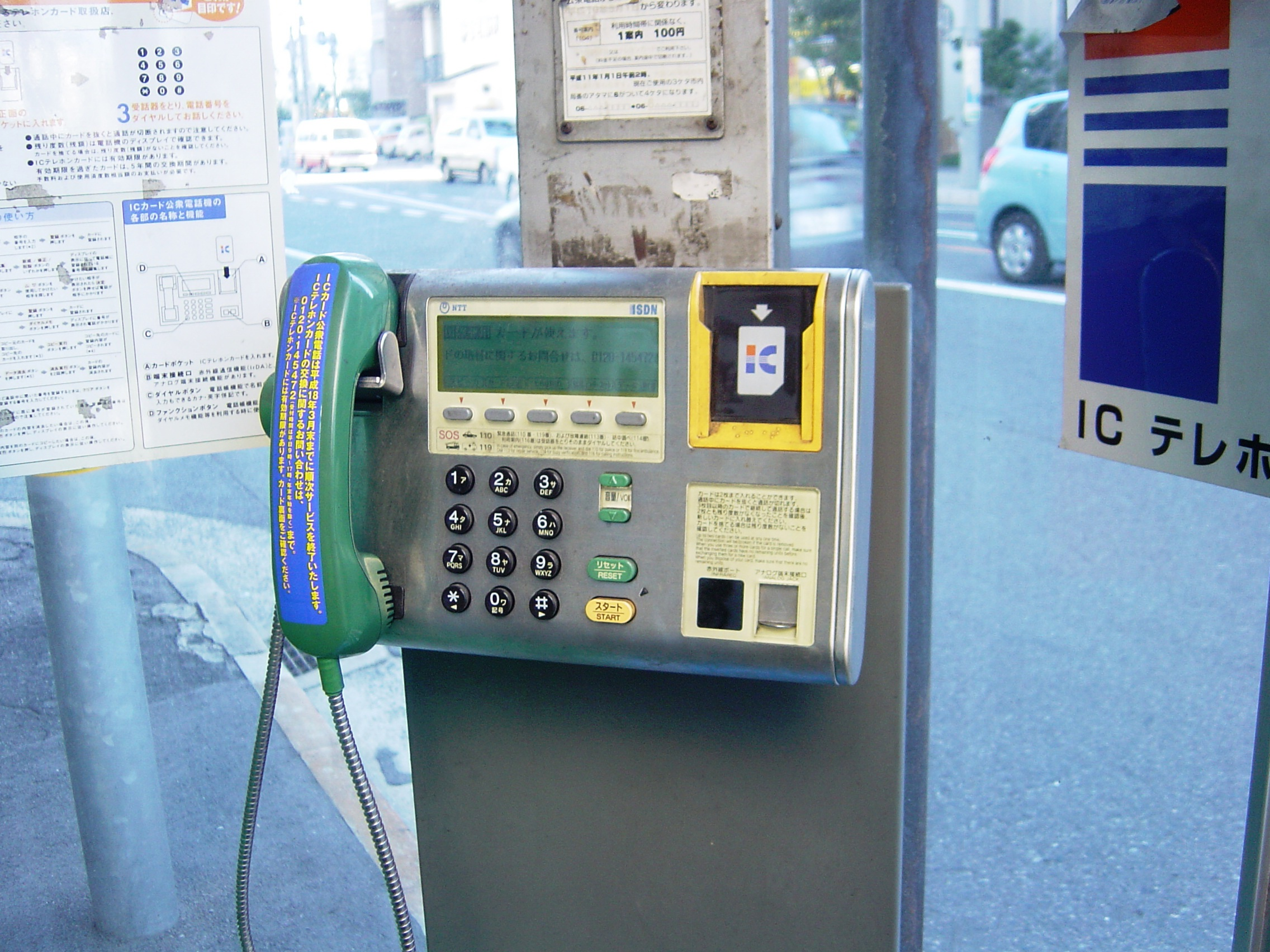
ICカード専用公衆電話機ICT-2AO
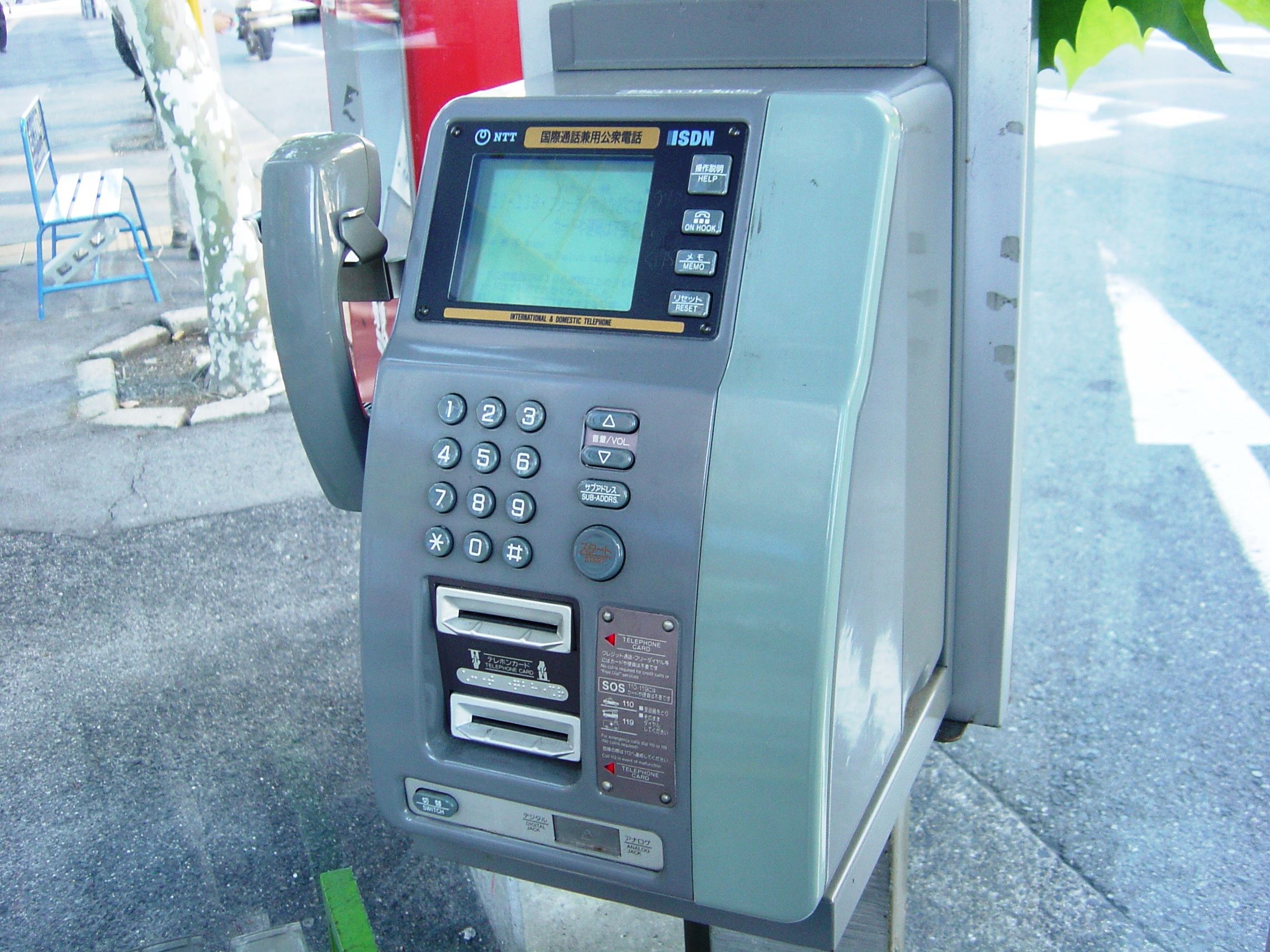
デジタル公衆電話機DMC-2C-I
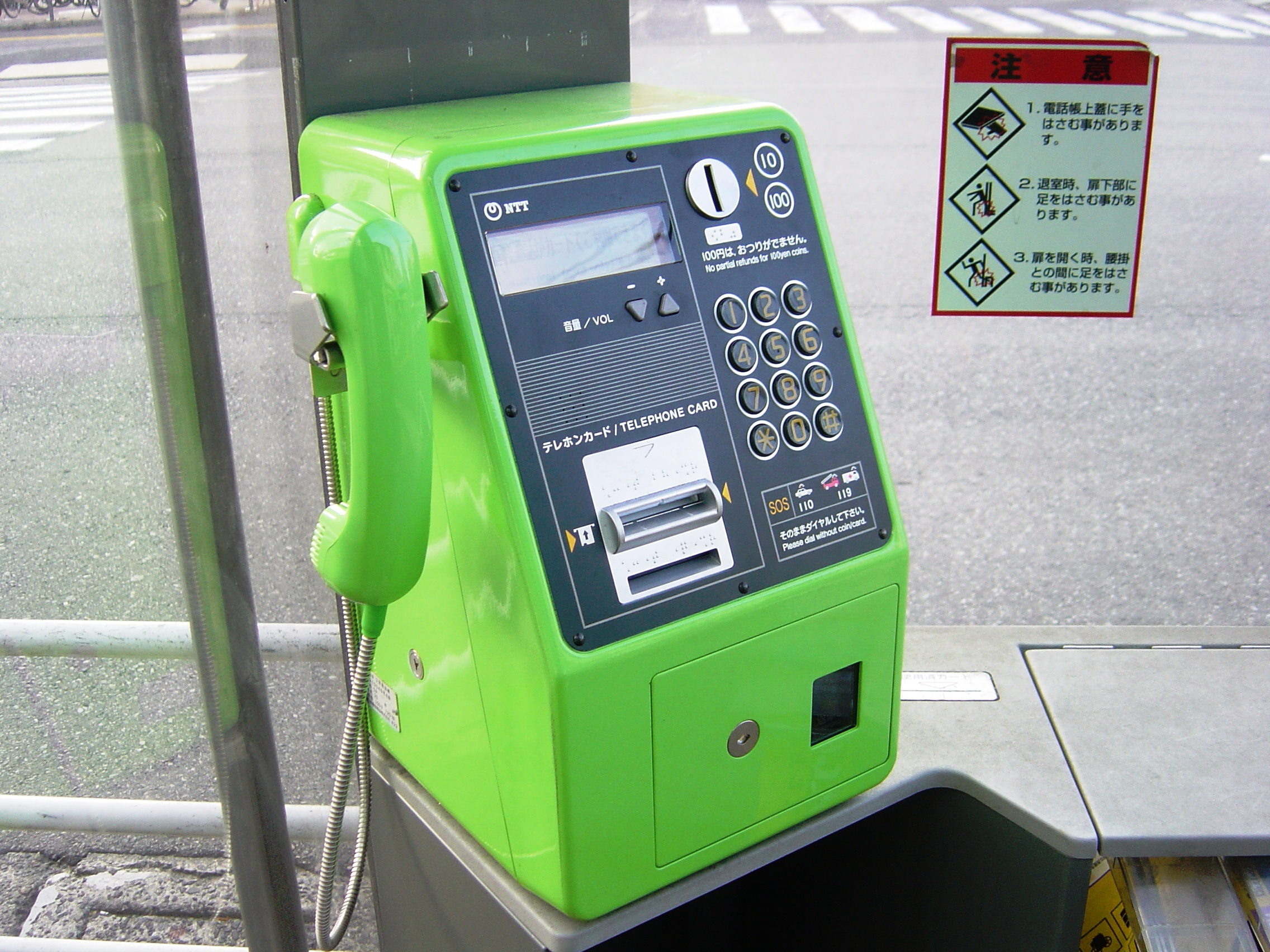
ユニバーサルデザインに対応したデジタル公衆電話機DMC-8A
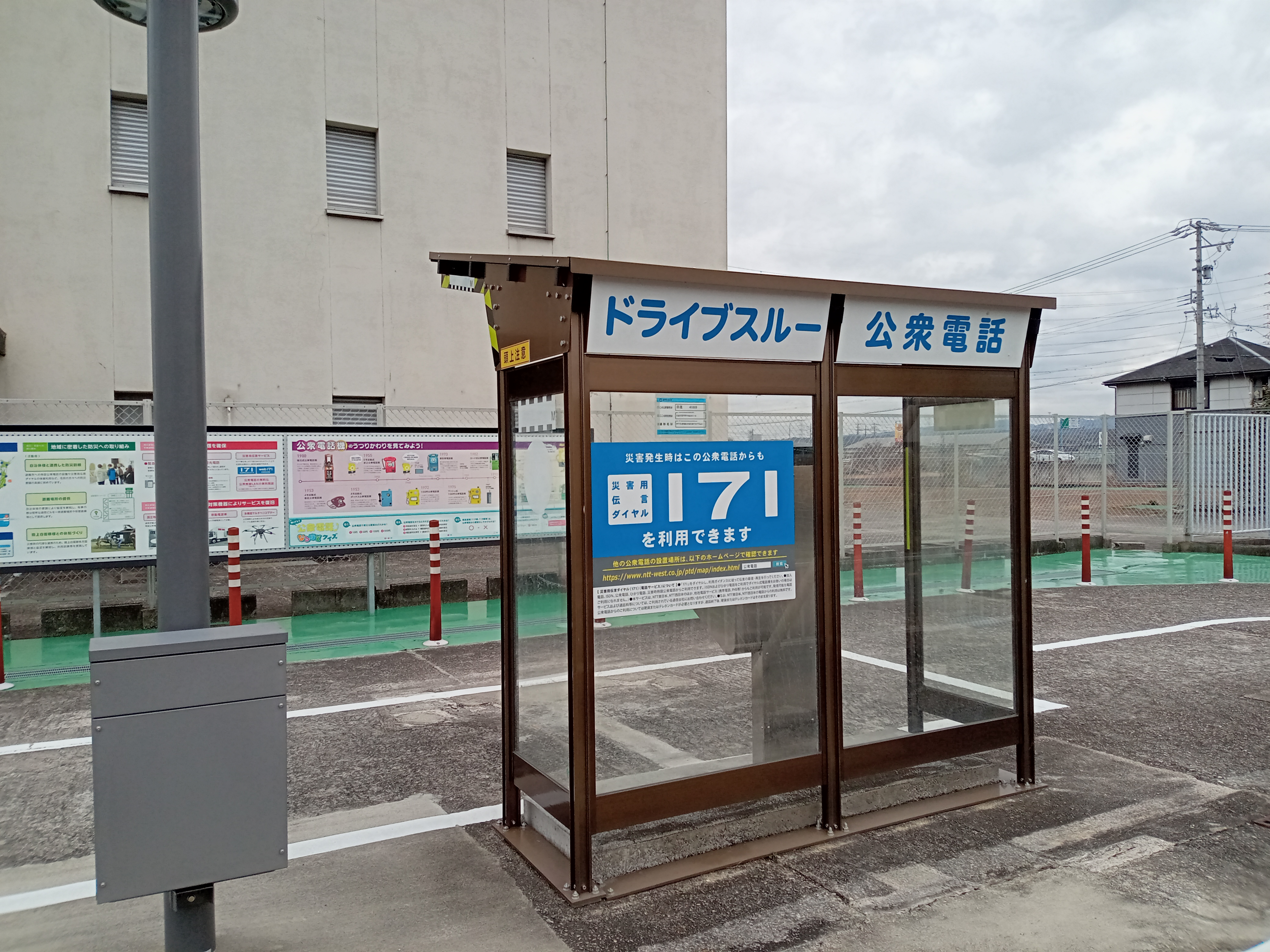
愛知県日進市蟹甲町にある国内唯一[注 7]のドライブスルー式公衆電話
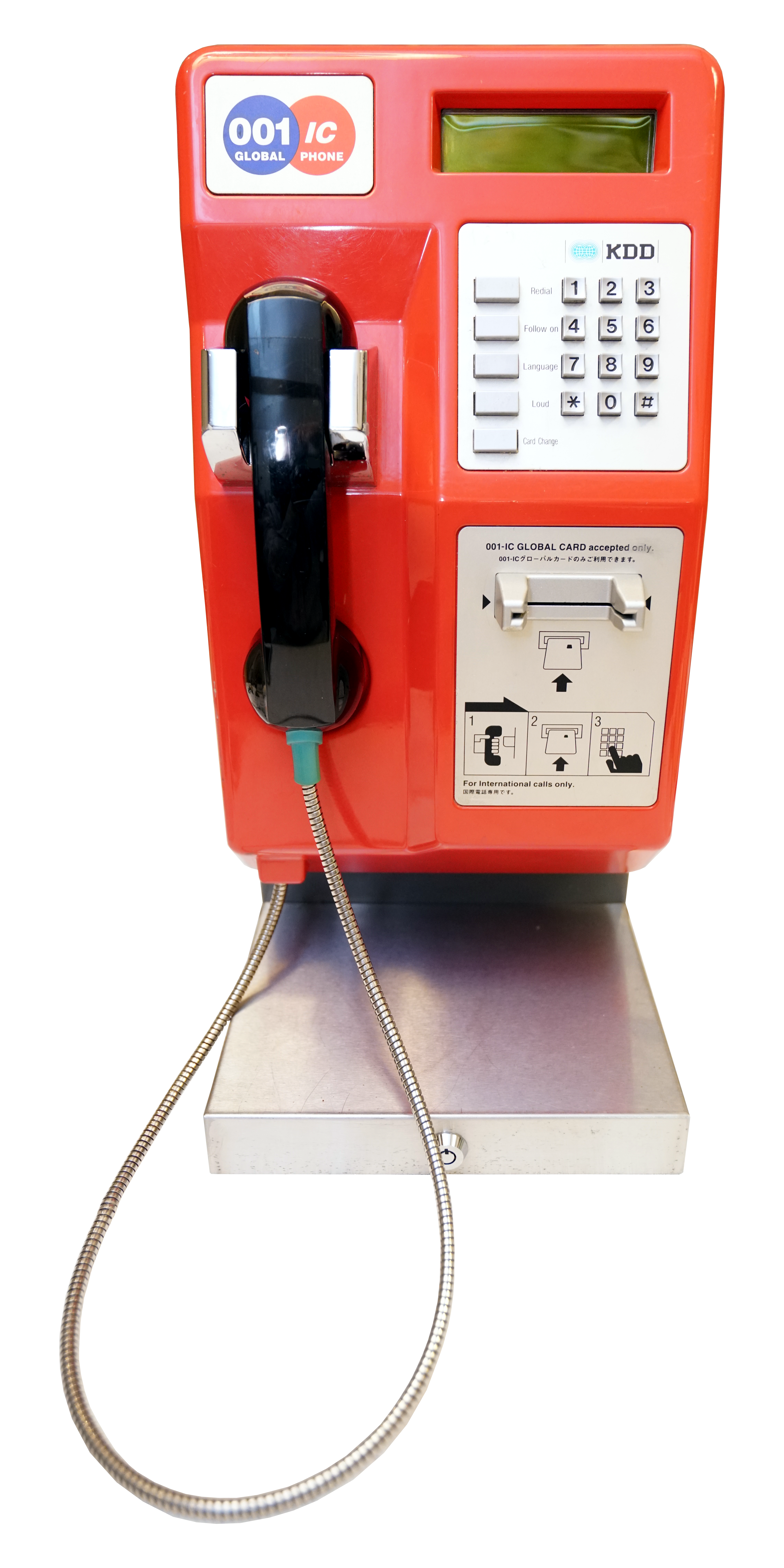
KDD XU-5形国際電話端末装置 仕様書番号 KDDS 暫-27093号1版 国際空港や外国人の多く宿泊するホテルなどに設置されていた。
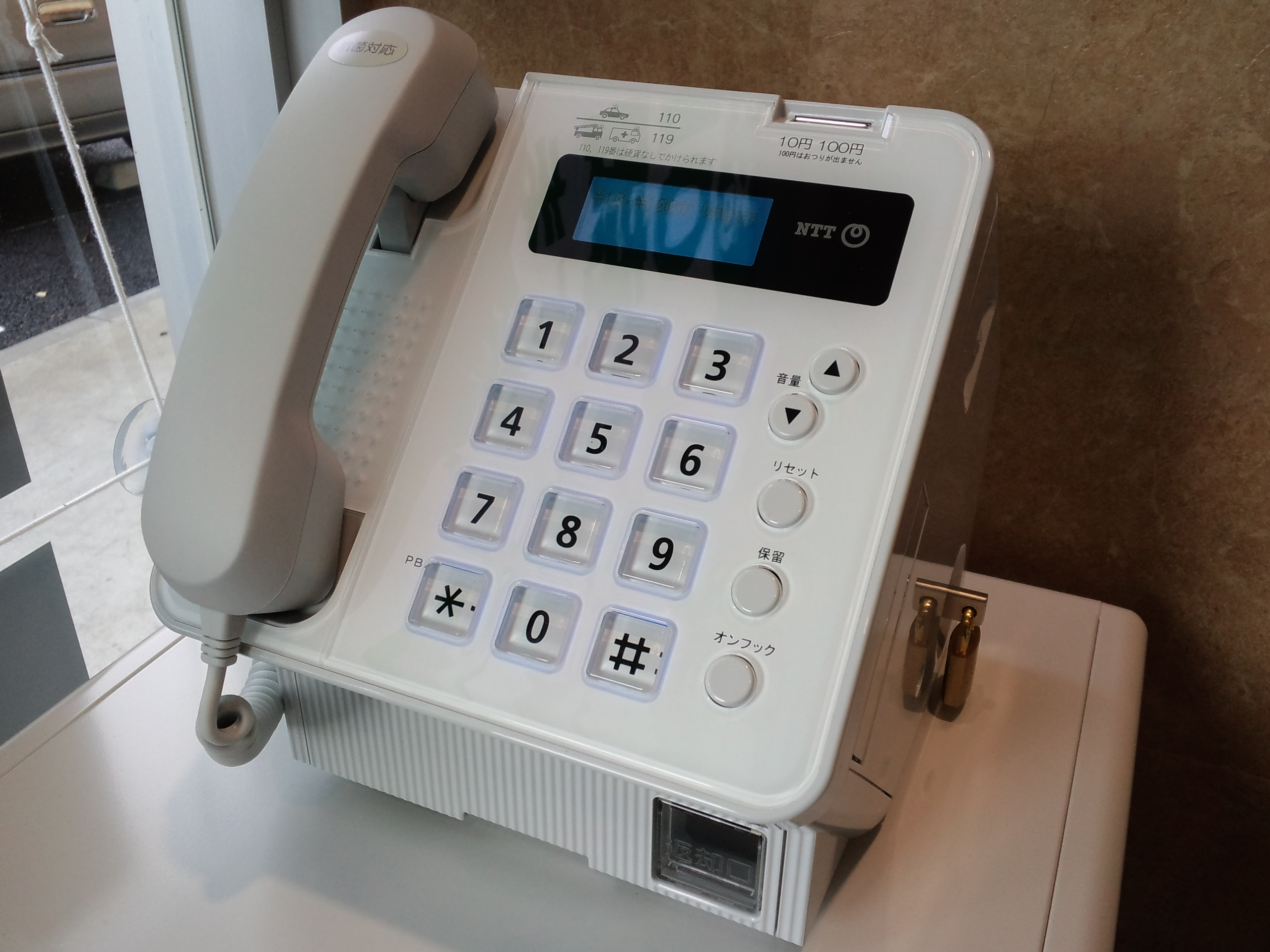
白い特殊簡易公衆電話（ピンク電話）
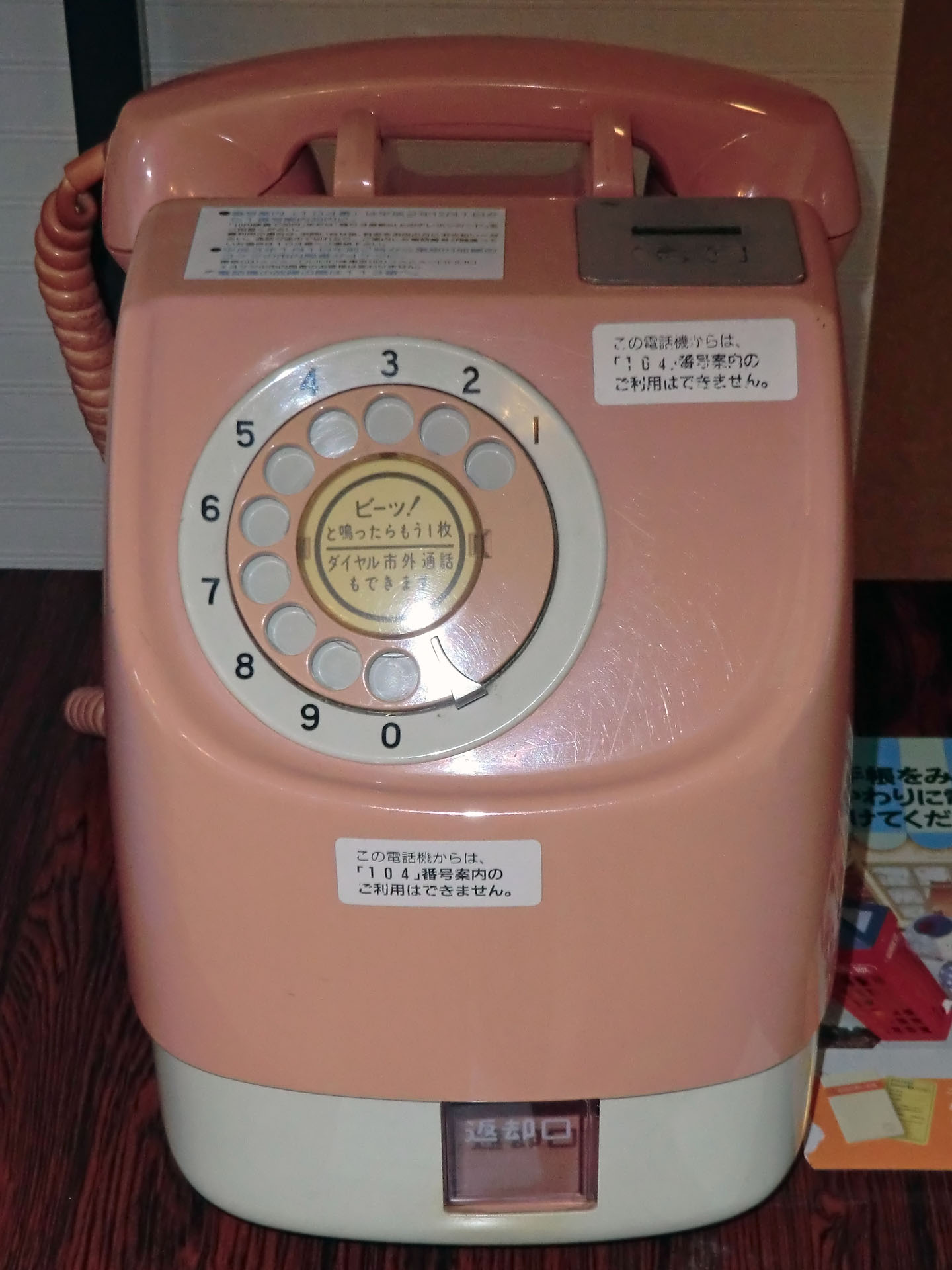
675S-A2型ピンク公衆電話機（ダイヤル式）
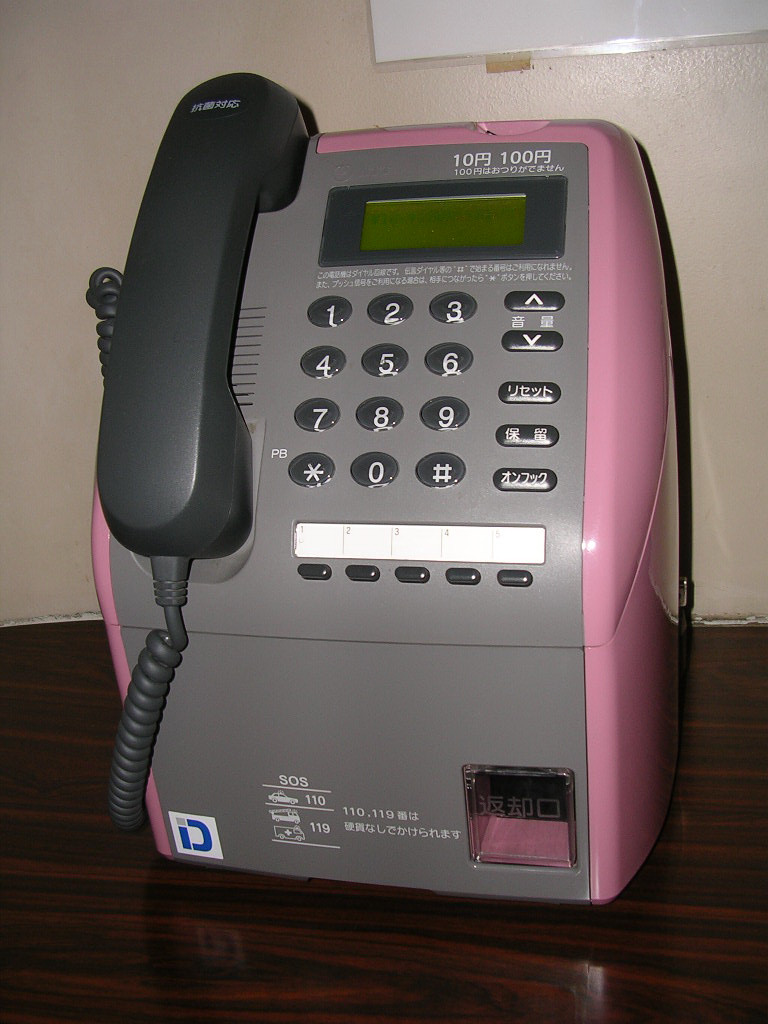
PてれほんS（ナンバーディスプレイ対応）
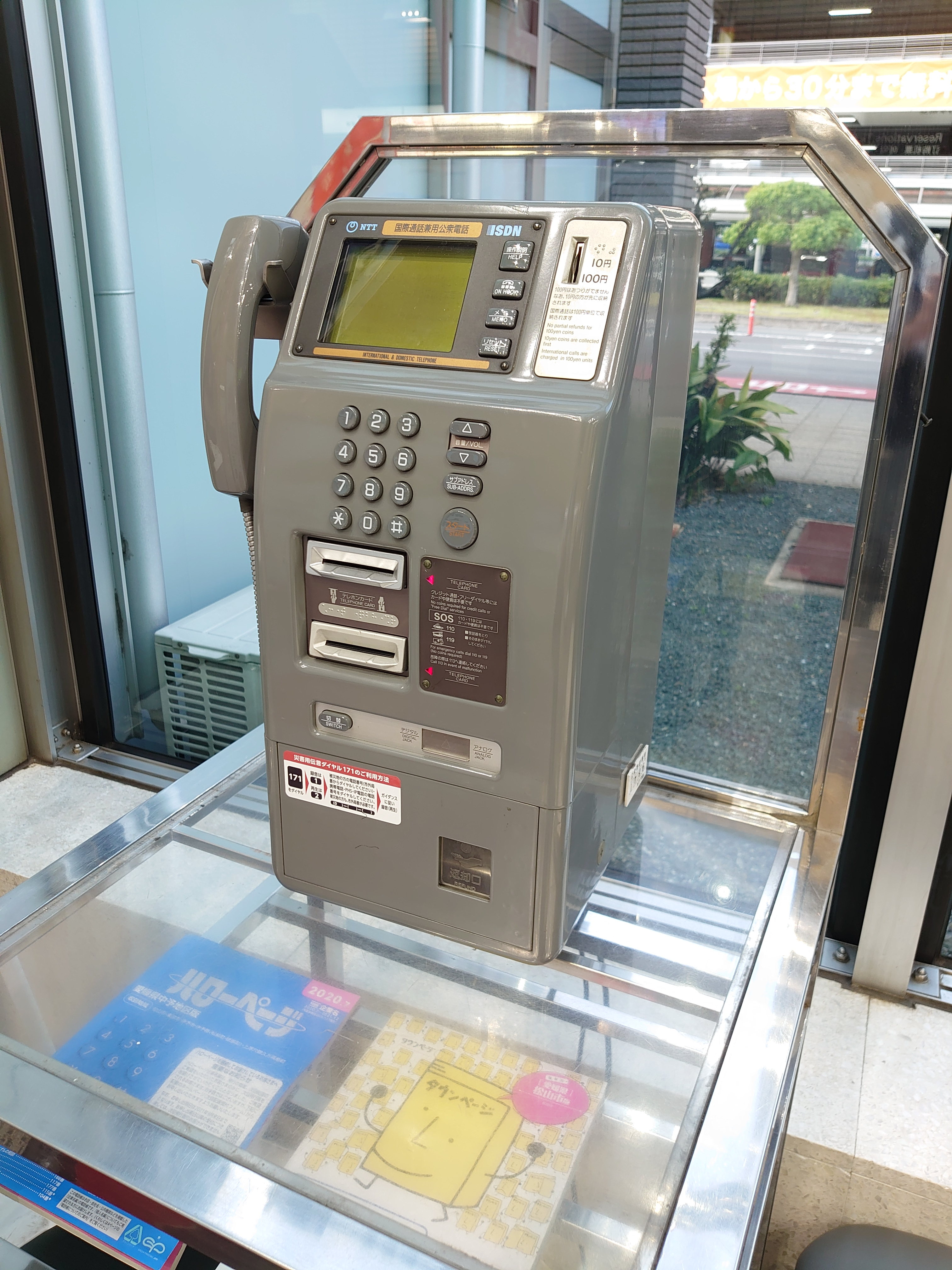
国際通話兼用公衆電話DMC-4A

これら以外にも各種施設に、受話器を持ち上げるだけで各種施設契約のタクシー会社へ無料で接続される、タクシー呼び出し専用公衆電話が設置されている事がある。

## 停止されたサービス

### NTT系

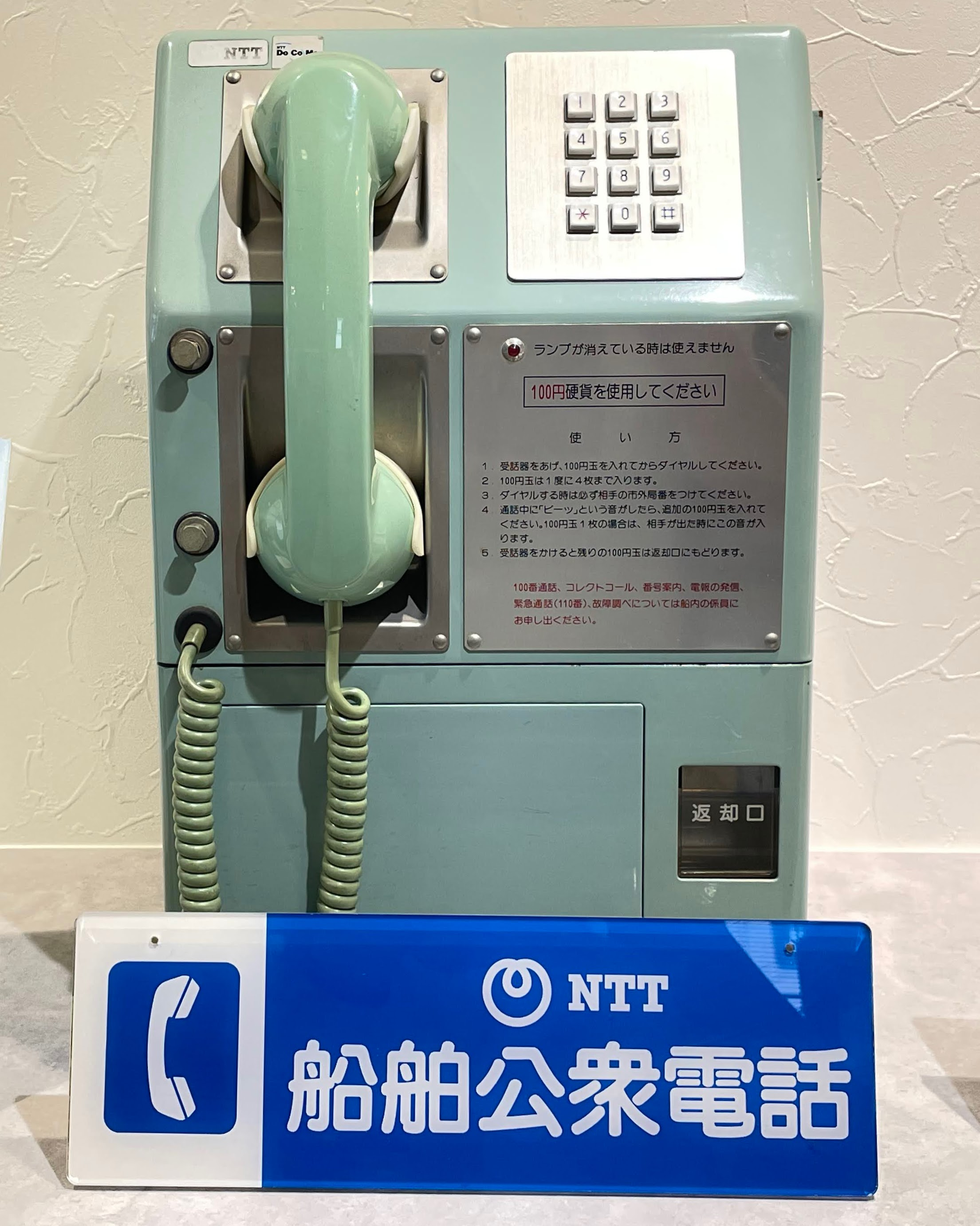
自動交換内航船舶電話（コイン式公衆電話機）

船舶公衆電話
旧方式船舶電話を利用した硬貨のみ使用可能のものが1981年（昭和56年）9月29日サービス開始、1993年（平成5年）9月30日サービス停止。陸上基地局の新方式船舶電話利用でテレホンカードのみ使用可能のものは1988年（昭和63年）11月16日サービス開始、1999年（平成11年）3月31日サービス停止。衛星電話を利用したテレホンカードのみ使用可能のものは1996年（平成8年）3月29日サービス開始、2004年（平成16年）3月31日サービス停止。一部船舶には前述のNTTドコモ・ワイドスターII衛星簡易公衆電話の設置により代替されている。
航空機公衆電話
支払いはテレホンカードのみ使用可能で発信専用のもの。地上基地局を利用したアナログのものが1986年（昭和61年）5月6日、静止衛星を利用した衛星電話タイプが2001年（平成13年）7月31日、NTTドコモ（代理店はドコモ・センツウ）によりサービス開始。料金が1分500円と非常に高価で利用が少なかったため、2004年（平成16年）3月31日ともにサービス停止。
列車公衆電話
1957年（昭和32年）に近畿日本鉄道が特急列車内に公衆電話を設置したものが始まり。電電公社の民営・分社化後はNTTコミュニケーションズがサービスを展開。2012年（平成24年）3月にJR在来線や私鉄でのサービスを廃止。新幹線を運行しているJR5社が2021年（令和3年）6月30日までにサービス廃止を発表、全ての列車公衆電話が国内から姿を消した。携帯電話がトンネル内でも使用することができるようになり、外部との連絡が可能になったため利用が激減、採算が取れなくなっていた。
ICカード公衆電話
NTTの非接触式ICテレホンカードが使用可能の公衆電話機。一部機種は硬貨も使用可能で合計2タイプの機種があった。日比野克彦のデザインによる“アースカラー”を用いたコンパクトな外観が特徴。磁気式偽造テレホンカード対策の決定版として登場。国際電話対応。従来の磁気式テレホンカードは使用不可能。PC・PDAなどの接続用にRJ-11コネクタとIrDA赤外線ポートを有する。Lモード契約者は、Lモードカードを挿入することによってLモードの利用が可能であった。しかし従来の磁気式テレホンカードが使用できず、この公衆電話の設置台数増加およびICテレホンカードの普及は進まず、結果的には限られた存在となった。この時期には携帯電話やPHSの普及が進み、公衆電話の発信回数を支えていたポケットベルの台数が減り、また国際電話料金が大きく値下がりしたため、偽造テレホンカードの使用および公衆電話の利用自体も減少傾向であった。ICテレホンカードについても電話番号を登録する機能があったものの、磁気式テレホンカード対応の公衆電話では使用ができず有効期限もあり、利用者にとっては必ずしも便利なものではなかった。偽造テレホンカードに対抗する技術が確立されたため2006年（平成18年）3月末までに廃止、磁気テレホンカードの公衆電話へ再び置き換えられた。

### 新電電系
日本テレコム（現：ソフトバンク）の公衆電話
愛称「えきでんくん」。青色の電話機で、1990年（平成2年）頃から主要なJR鉄道駅、JR病院などのJR関連施設に設置された。新電電（NCC）系は当初、発信側の市内通話とNCCが提供する中継区間、それと着信側の市内通話料の合計額という料金体系であったが、この公衆電話は日本テレコムに直収（直結）されていたため、発信側の市内通話料が不要であった。加えてNCC系の市外通話ではNTT公衆電話より料金が安く、日本の国内通話用公衆電話としては唯一クレジットカードが使用できたため、そこそこ利用されていた。
市内通話については当初は割高（45秒10円。NTT公衆電話の市内通話料金は180秒10円、1994年4月に60秒10円）であったものの、1998年（平成10年）度より隣接区域を含め90秒10円となったため、全ての区域宛の通話料がNTT公衆電話より安くなった。ピーク時には1200台余りが設置されていたが、採算性や通信各社によるスクラッチ式の通話カードの出現、携帯電話の普及もあり1999年（平成11年）サービス停止。
日本高速通信（→KDD→現：KDDI）の公衆電話
1990年（平成2年）頃から、高速道路の一部のサービスエリアに設置されたが、旧：KDDへの吸収後の1999年（平成11年）頃サービス停止。電話機がNTTと同じため（色は緑色ではなく青色）、NTTグループ以外の事業者の公衆電話で唯一NTTのテレホンカードを使用できた。ただし設置された台数は最大で57台と、日本テレコムに比べ大きく少なかった。サービス停止後はNTT機に置き換えられた。
国際電信電話（→KDD→現：KDDI）の公衆電話
国際電話の通話のため、KDDが街頭に設置。電話機の色は赤色で、通話料の支払いのためにKDD公衆電話専用の接触式ICテレホンカードがあり使用できた。KDDが国内通話参入を認可された後には、国内通話にも利用できた。

### その他
McBBフォン
一部マクドナルド店に設置された、Yahoo! BB基盤上のIP電話を使った公衆電話サービス。日本国内（固定電話）とアメリカ本土、アラスカ州、ハワイ州への通話が3分間無料で利用できた。2002年（平成14年）5月31日から開始されたが、「Yahoo! BB」のプロモーションを兼ねた試験的な意味合いが強く、2005年（平成17年）頃までに撤去。
Mosivo（モシーボ）
松下電器子会社のピンチェンジが2002年から設置した広告付き無料公衆電話。電話番号入力後にCMを見ることで一定時間無料で通話が可能となり、通話中も画面に広告が流れ、広告料で設置費用や通話料などを賄った。回線は通話料金の安い平成電電を用いた。通話先や連続通話に制限がある。2005年（平成17年）のピンチェンジ社清算後順次サービス終了。
京都の清水寺などに設置されていたものは、修学旅行の学生などの使用も多かった。
梅田の地下街のように、利用者が多すぎて通話料が広告料を上回ったため採算が取れなくなり、早々に撤去されたケースもある。

## 歴史

### 明治期から終戦直後まで

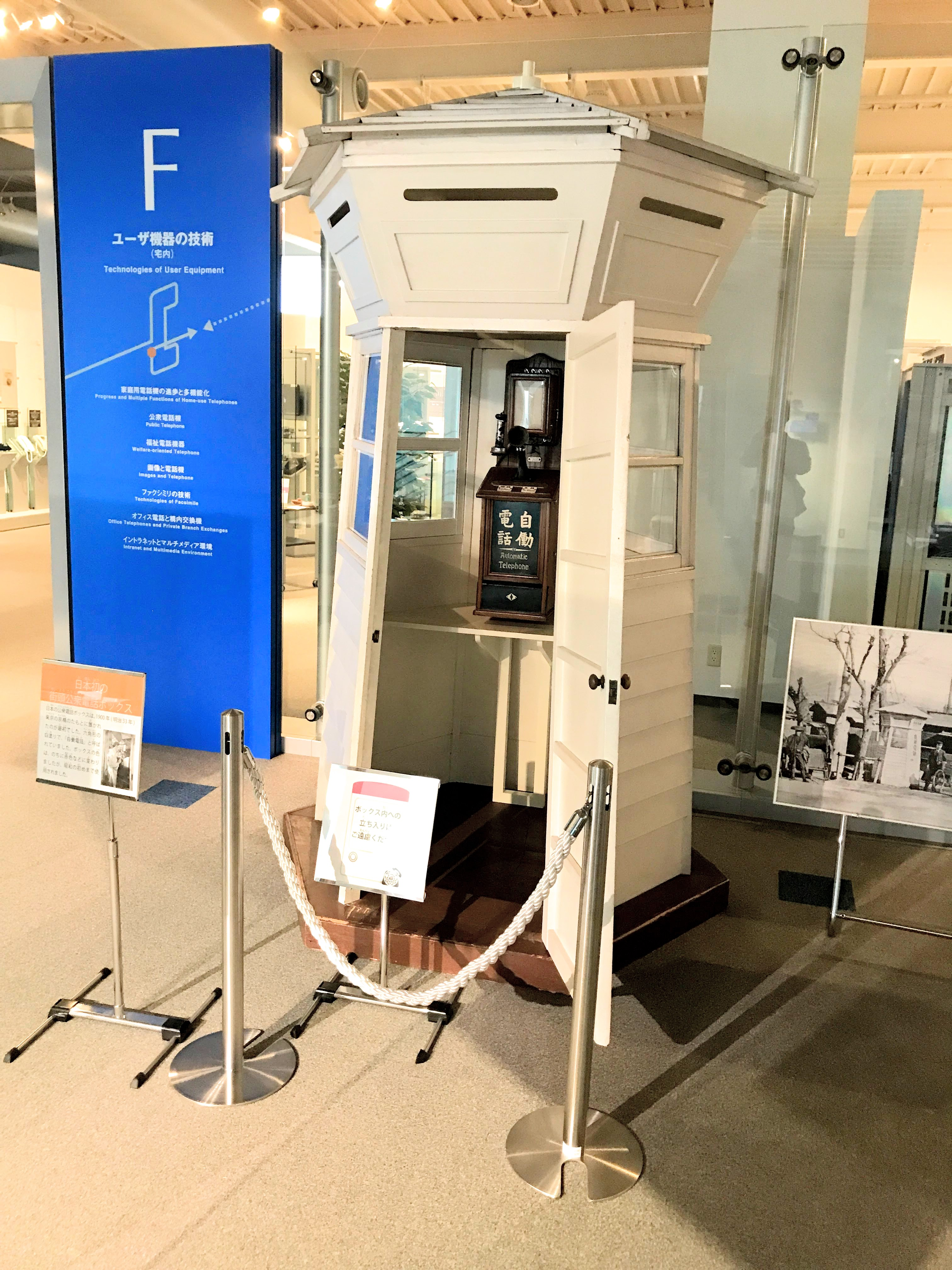
日本初の電話ボックスを再現したもの

1890年（明治23年）12月に東京及び横浜に電話局が設置され、日本における電話業務が開始された。同時に東京15か所、横浜1か所の電話局内に電話所が設置され、電話回線を持たない一般市民のための公衆電話が設置された。開設当初は電話加入者が限定されていたことと、何よりも電話に対する認識に欠如しており利用者が限定されていたが、次第に利用者が漸増し、5年後には1か所平均8通話が利用されていた。
当初は電話局内に設置されていた公衆電話であるが、1900年（明治33年）9月11日に新橋駅と上野駅に設置された。設置場所は新橋は中等待合室前、上野駅が駅長室前であった。この公衆電話は通路に置かれたものであった。電話ボックス型の公衆電話は同年に京橋に設置された六角錐型のものが初見である。当時の公衆電話は自働電話と称されたが、交換手に通話接続を依頼し、必要に応じて10銭または5銭硬貨を投入するものであった。硬貨投入の確認は10銭硬貨は鳴鐘、5銭硬貨はゴングを鳴らし、交換手がその音を聞いて投入を判断するというものであり、終戦後まで50年間にわたって踏襲されることとなった。通話料金は市内1通話5分で15銭と定められたが、一般の電話回線の通話料が定額制であり、商家などでは電話を顧客に無償で利用させることで顧客誘致を行っており、15銭では通話利用者が伸びず、まもなく5銭に値下げしている。
1920年（大正9年）、一般加入電話に1通話2銭の従量制通話料金が採用されると、一般加入電話の通話料が激減し、公衆電話の通話料が急激な伸長をみた。1925年（大正14年）10月にはダイヤル自動方式が採用され名称に混乱を来たすとして自働電話が公衆電話と改称された。
1927年（昭和2年）3月、東京市内の公衆電話ボックスが、赤塗り6角形から薄鼠色4角形にかわった。
昭和初期の電話料金は、3分間で5銭であった。電話機および交換台にタイマー機能がなかったため、交換手が通話ごとにストップウォッチで時間を計測、通話時間が3分になると通話に割り込み口頭で時間の経過を伝えるものであった。しかしながら、この方式は公衆電話からの通話量増加とともに交換手の対応が追い付かない状態となり、1941年（昭和16年）7月1日に廃止。しばらくの間、公衆電話からは3分を超過しても通話を続けられる状態となった。
明治・大正と発展を続けた公衆電話であるが太平洋戦争末期には都市が空襲に遭い、壊滅的な被害を受けたほか、1945年（昭和20年）3月には航空機の金属材料を捻出するためアルミニウム硬貨の回収が始まり、電話自体も掛けづらくなった（スズ素材の硬貨は使用できた）。
戦前全国で5,222台あった公衆電話は日本の降伏直後には僅か623台に激減している。戦後も公衆電話の復旧は進まず、1947年（昭和22年）頃までほとんどその機能は停止していた。これは資材不足もさることながら硬貨不足による利用者低迷という理由があった。戦前5銭であった通話料が戦後のインフレで50銭に改定されたが、5銭、10銭硬貨は戦後新鋳造が中止されていたため入手が困難となり、それが利用者低迷に直結していた。
そこで考え出されたのが当時流通していた50銭紙幣の利用である。しかし前述の硬貨の音による料金投入を判定した当時、紙幣では音による確認ができず、もっぱら利用者の良心に頼るものであった。試験的に新橋駅東口に設置され、その結果は回収率105%を記録した。この結果を踏まえ東京、横浜、名古屋、大阪、神戸でも設置され、いずれも100%の回収結果を記録している。しかしその後は回収率は減少の一途を辿る。これは料金を投入せずとも通話可能との情報が広がったことと、急速なインフレにより50銭（1948年（昭和23年）に1円に改定）や1円という小額紙幣の持ち合わせ少なくなったことが考えられるが、東京で回収率20%となると、もはや交換手を通す意義も薄れ、東京では1949年（昭和24年）にダイヤル式公衆電話に料金箱を設置したものへ切替を開始、遂には回収率15%まで落ち込むこととなった。

### 赤電話の登場

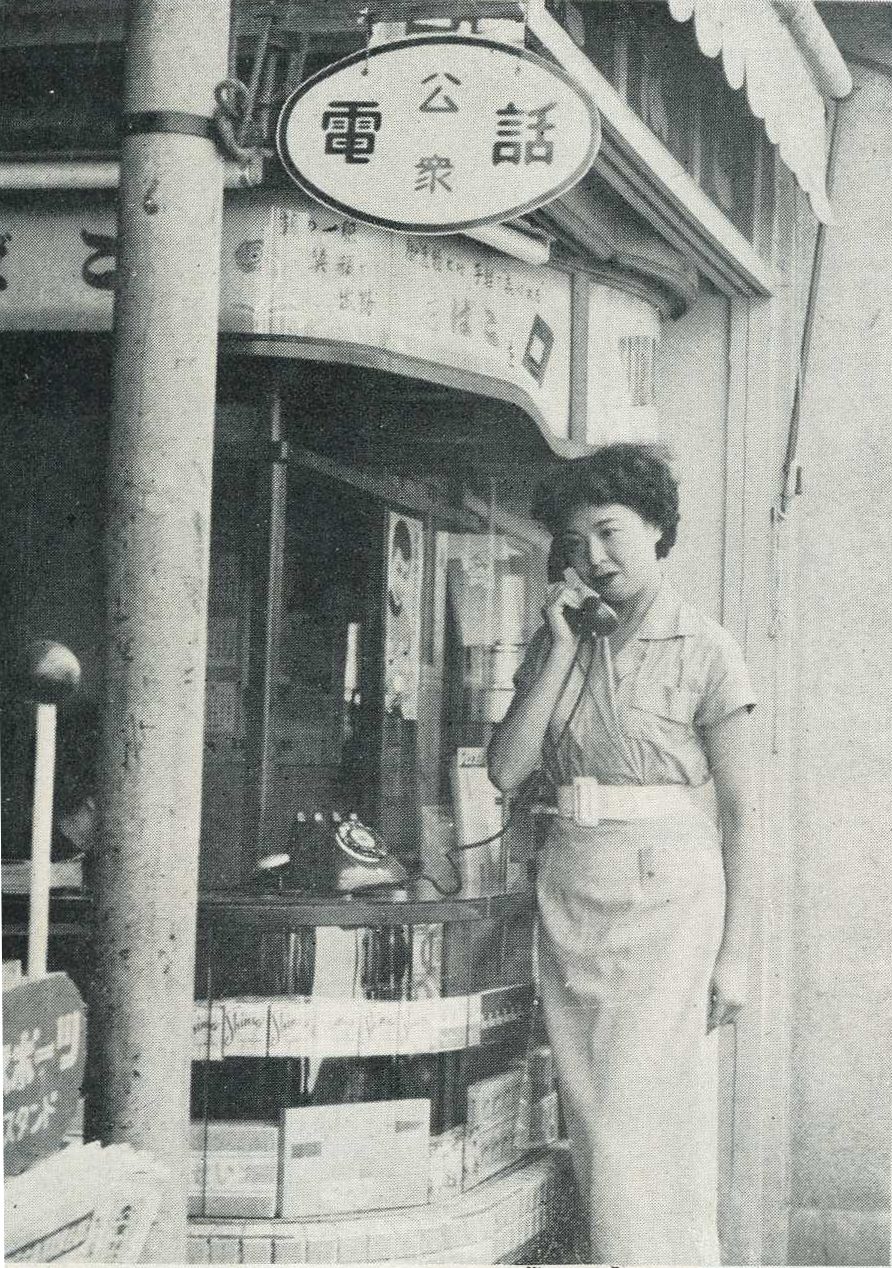
1950年代の委託公衆電話

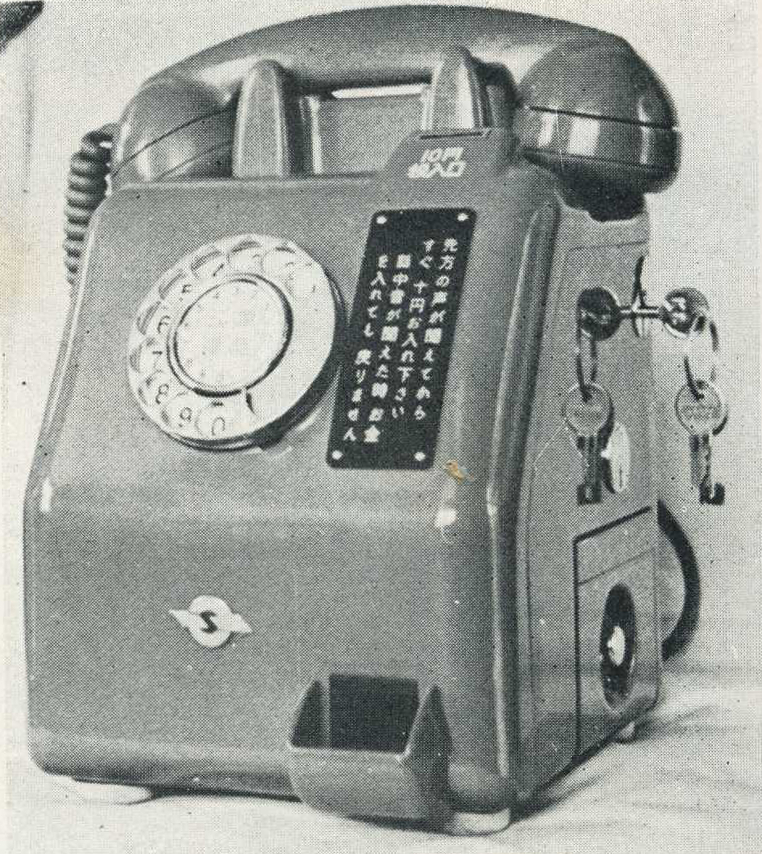
1950年代の硬貨式公衆電話機

赤電話の正式名称は委託公衆電話である。1951年（昭和26年）に電電公社が商店などに公衆電話の取扱業務を本格的に委託するようになった。前章で述べたとおり信用方式の公衆電話で料金回収が望めない現状、硬貨投入方式の公衆電話の採用が急務であったが、10円硬貨の鋳造が開始されたばかりの当時では流通が十分でなく、設置に多額の投資が必要なボックス式に代わるものとして考案されたのが赤電話である。
1951年（昭和26年）の段階では公衆電話には2種類が存在していた。一つが前述した委託公衆電話というものであり、電話局が設備を提供し店頭に設置してもらうものであり、商店に通話取扱いを委託するというものであり、もう一つが簡易公衆電話と称される電話局と加入者が契約した加入電話を店頭におくというものであった。簡易公衆電話制度はまもなく廃止されたが、特殊簡易公衆電話（ピンク電話）がそれに類似したものとして継承されている。
店頭における公衆電話の第1号は新橋のタバコ屋に設置された。当時は一般的な黒電話機を使用していたが、1953年（昭和28年）より赤電話に順次切り替えられていった。色の変更については公衆電話であることを目立たせるために実施され、退色の少ない色相3.5YR、明度2、彩度3という赤が採用され、8月に東京駅に設置された。
赤電話が登場すると公衆電話に対する評判が高まり、商店から設置希望が殺到するようになった。設置希望理由には顧客誘致もさることながら、手数料収入、そして電話回線開設が自由に行えなかった時代であり、電話局の費用で赤電話を設置・維持して自家用の代用品に使用するという理由があった。
このようにして登場した赤電話であるが、当初は料金を受託者と利用者の間で精算する必要があった。しかし、かけ逃げや二度がけ、市外通話の虚偽申告などのトラブルが発生するようになり、電電公社は硬貨投入式の赤電話の開発に着手した。1954年（昭和29年）に通称ダルマと称される硬貨投入式の赤電話が登場した。これは「後払い方式」と分類され、ダイヤルして通話がつながると10円硬貨を投入するという方式であり、硬貨を投入しないと片通話となっていた。

### 青電話・黄電話の登場

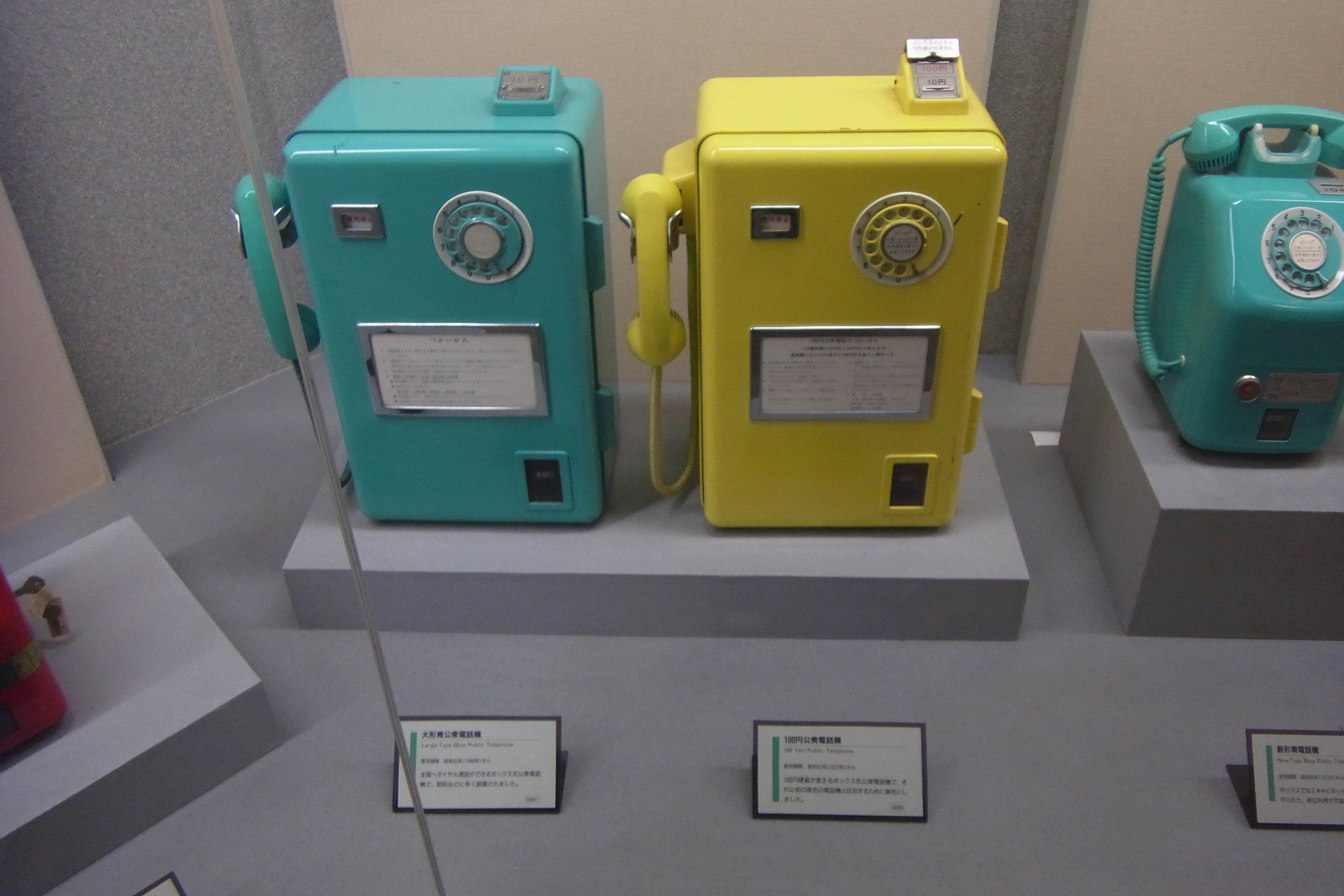
青電話と黄電話。右端は店頭用。

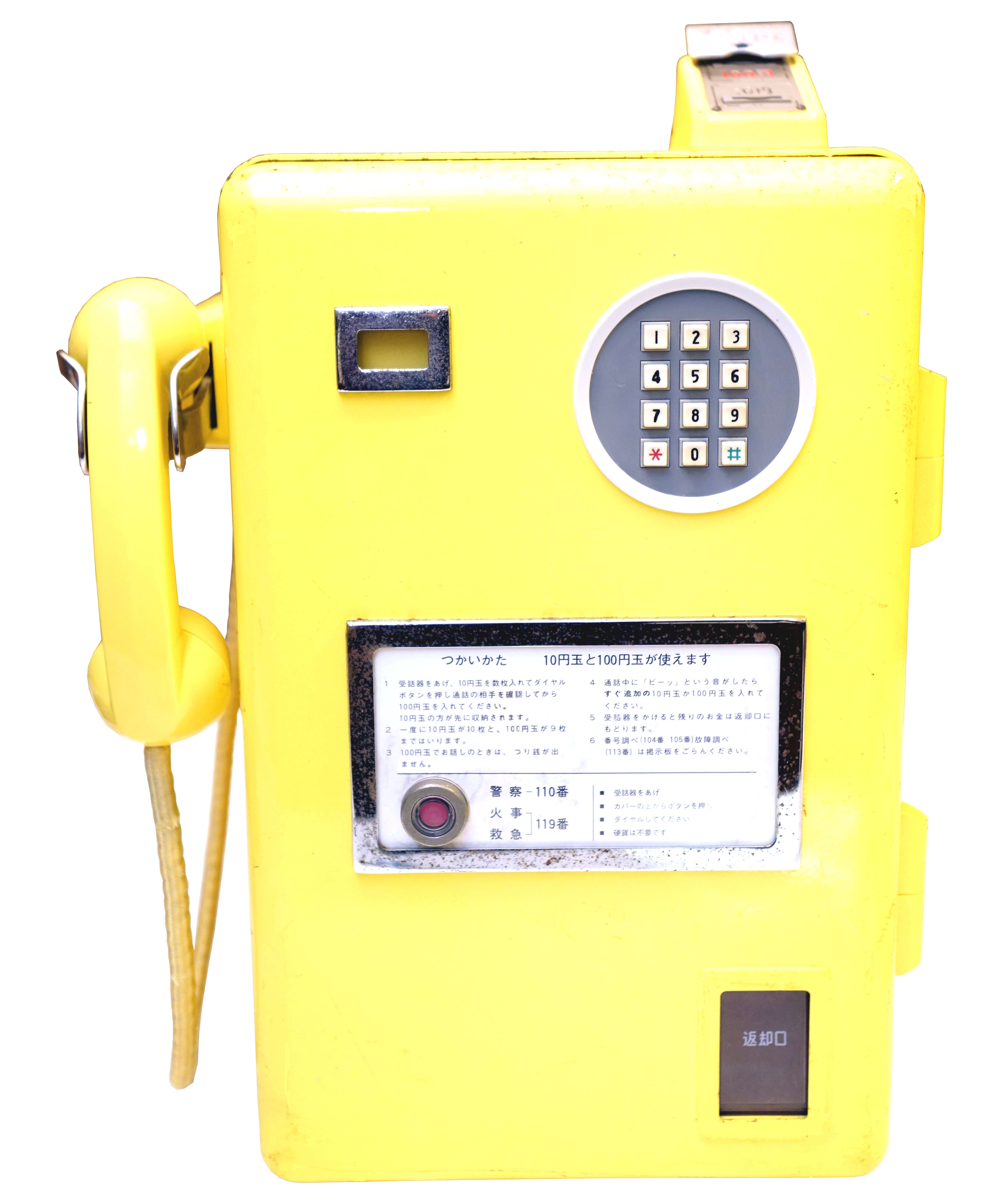
日本電信電話公社 673-P 黄色公衆電話機

1953年（昭和28年）、10円硬貨の流通が進んだことに伴い、硬貨投入方式の公衆電話として青電話が登場した。これは委託ではなく電電公社が直接に経営するものであり、基本的に電話ボックス内に設置された。初期の青電話では料金後納式が採用されており、特に相手方と繋がってから10秒間は料金を投入せずとも通話が可能であったため、対策として1955年（昭和30年）より料金前納式の青電話が登場する。これ以降、日本の公衆電話は全て料金前納式となる。
赤電話は店頭、青電話は電話ボックス内という形で大別されていたが、道路整備がすすみボックスの新設が困難になる一方、赤電話は盗難防止目的で夜間は店内にしまわれることが多かったため、終日利用できる電話は限られていた。この問題を解決するため、1970年（昭和45年）頃からボックスに比べ専有面積の少ないキャビネット・ポールといった新設備の利用や、容易には盗難ができないよう固定し、終日利用できる青電話の店頭設置などがすすめられた。
1968年（昭和43年）より青電話からダイヤル市外通話が可能となったこともあり、高額通話が増加したことから、1972年（昭和47年）には100円硬貨にも対応した黄電話が登場する。構造やスペースの都合により釣り銭が出ないため、「100円玉でモシモシお釣りはデンデン」などとも揶揄されたが、大量の10円硬貨を必要としなくなったメリットもある。この黄電話は、後に本体はそのままダイヤル部分がボタンに改修され、初のプッシュホン式の公衆電話ともなった。

### 新幹線公衆電話
かつては107番で呼出し設備を有する列車の車内呼び出しが可能だった。自動車電話や携帯電話とは違って、トンネル内でも通話が切れない。2021年（令和3年）6月末にサービス終了。

### テレホンカード

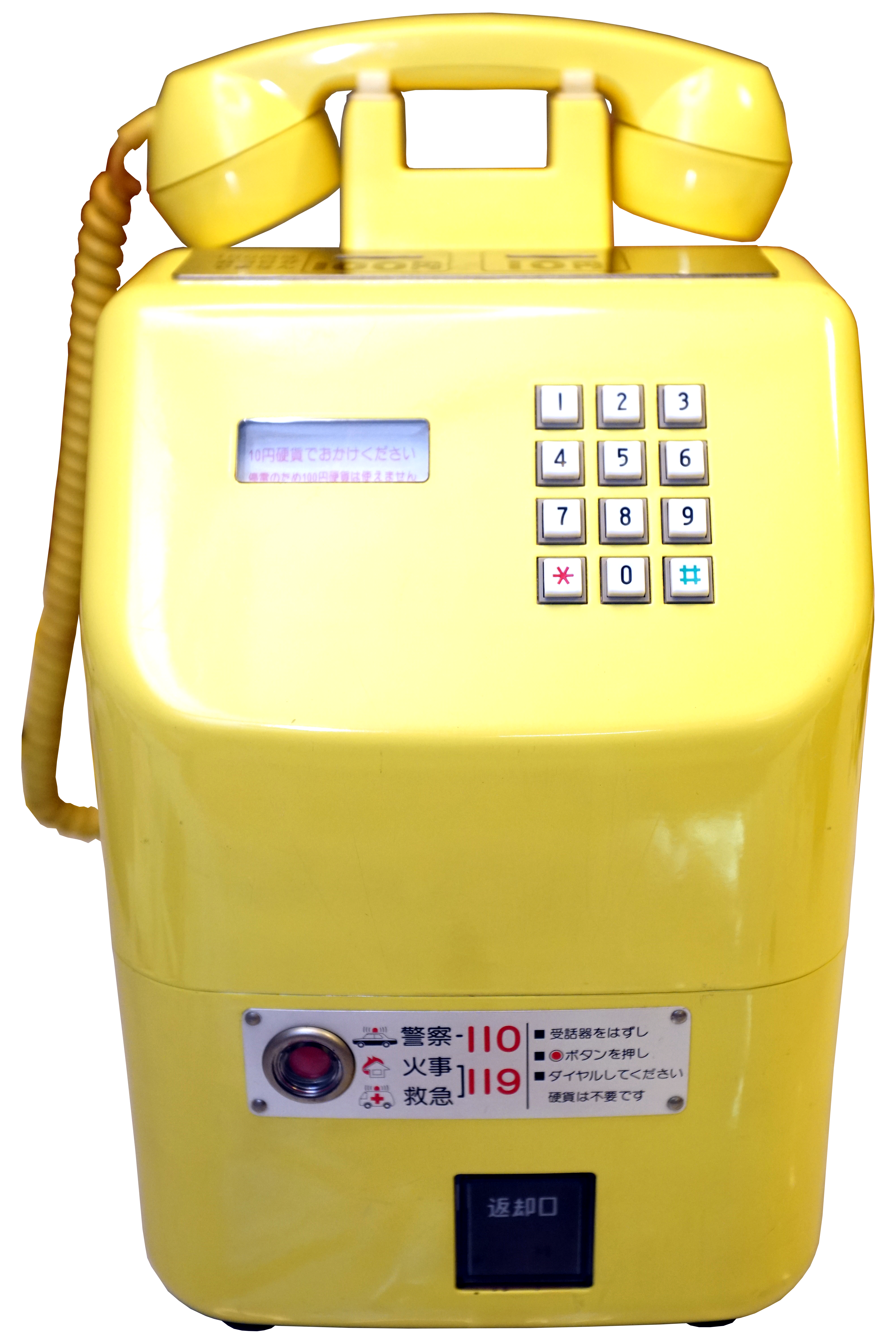
日本電信電話公社・677-P・黄色公衆電話機

### 年表
原則として電電公社またはNTTグループの公衆電話についての記述である。
- 1890年（明治23年）12月16日 - 電話業務開始にともない初めて電話局内に“電話所”として設置。
- 1900年（明治33年）9月11日 - 上野、新橋の駅構内に街頭に初めて設置。“自働電話”と呼ばれ、磁石式であった。
- 1903年（明治36年） - 共電式公衆電話機設置開始。
- 1925年（大正14年）10月1日 - 自動交換電話の導入により、自働電話を公衆電話と改称。
- 1953年（昭和28年） - ボタン付き硬貨後納式の青電話の設置開始。相手が電話に出てからボタンを押し10秒以内に10円硬貨を投入していた。
- 1955年（昭和30年） - 10円硬貨前納式の青電話の設置開始。ダイヤル市外通話はできなかった。
- 1957年（昭和32年） - 近鉄特急2250系に日本初の列車公衆電話を設置。
- 1968年（昭和43年） - ダイヤル市外通話可能な10円硬貨前納式の大型青電話の設置開始。電話ボックスや鉄道駅などの電話コーナーに設置されていた。110番・119番専用ダイヤル装置（緊急呼出器。指穴が個別にあり、一桁ずつ回す必要がない）が電話機の上部に別に取り付けられていた。
- 1973年（昭和48年） - 黄電話の設置開始。大きさは青電話と同じ程度の大型のもので、電話ボックスや鉄道駅などの電話コーナーに青電話と混在して数台設置されていた。10円硬貨に加え、初めて100円硬貨にも対応。ただし、お釣りは出ない（現在に至るまで同様）。
- 1975年（昭和50年） - プッシュ式黄電話の設置開始。110番・119番へは緊急通報用ボタンで無料扱いとなる機能付き。
- 1982年（昭和57年）
  - テレホンカード式公衆電話の設置開始。
  - デジタル公衆電話の設置開始。
- 1993年（平成5年） - 公衆電話の通話料金が大幅に値上げされる（市内通話料金は1994年（平成6年）にも値上げ）。
- 1999年（平成11年） - テレホンカード式への取替え完了、ICカード対応公衆電話の設置開始。
- 2002年（平成14年）11月 - 新規機種の開発の停止。
- 2005年（平成17年）
  - ICカード対応公衆電話の廃止に伴い、（磁気の）テレホンカード式公衆電話の新機種DMC-8A（デジタル公衆電話）の導入開始。カード度数・投入硬貨枚数の液晶パネル表示、デジタル機話等と同様に受話器を上げてそのまま（カード等の投入なしで）緊急通報・フリーダイヤル等へダイヤル可能な仕様（緊急通報用ボタンは廃止）が主な特徴。
  - 1月20日 - ICカード対応公衆電話の廃止を決定。
- 2006年（平成18年）4月1日 - ICカード対応公衆電話を全廃。
- 2007年（平成19年） - NTTが老朽化している公衆電話約2000台を新型公衆電話DMC-8Aに交換することを決定。
- 2012年（平成24年）6月29日 - NTT東西が公式サイトで全国の公衆電話の設置場所を公開。
- 2016年（平成28年）
  - DMC-8A公衆電話の後継機種MC-D8（アナログ公衆電話）の導入開始。DMC-8AをMC-D8に準じた改造を行った電話機も順次登場している。
  - 9月30日 - ICテレホンカードから磁気テレホンカードへの交換を終了した。
- 2022年（令和4年）4月1日 - 第一種公衆電話の設置基準が東西合わせて約3万台（市街地1キロ四方、それ以外は2キロ四方）に緩和され複数年かけて順次撤去が行われる。

## 公衆電話の施設数
- 1890年（明治23年）度末 - 16
- 1895年（明治28年）度末 - 24
- 1900年（明治33年）度末 - 340
- 1910年（明治43年）度末 - 3,204
- 1920年（大正9年）度末 - 4,044
- 1925年（大正14年）度末 - 5,546
- 1930年（昭和5年）度末 - 7,832
- 1935年（昭和10年）度末 - 11,289
- 1940年（昭和15年）度末 - 17,249
- 1945年（昭和20年）度末 - 12,766
- 1950年（昭和25年）度末 - 17,859
- 1955年（昭和30年）度末 - 40,647
- 1960年（昭和35年）度末 - 133,518
- 1964年（昭和39年）度末 - 374,201
- 1971年（昭和46年）度末 - 507,937
- 1972年（昭和47年）度末 - 548,150
- 1973年（昭和48年）度末 - 595,522
- 1974年（昭和49年）度末 - 634,421
- 1975年（昭和50年）度末 - 675,714
- 1976年（昭和51年）度末 - 724,012
- 1977年（昭和52年）度末 - 770,815
- 1978年（昭和53年）度末 - 811,499[注 8]
- 1979年（昭和54年）度末 - 850,221
- 1980年（昭和55年）度末 - 881,592
- 1981年（昭和56年）度末 - 913,924
- 1982年（昭和57年）度末 - 928,255
- 1983年（昭和58年）度末 - 931,412
- 1984年（昭和59年）度末 - 934,903
- 1985年（昭和60年）度末 - 909,570
- 1986年（昭和61年）度末 - 834,107
- 1987年（昭和62年）度末 - 828,200
- 1988年（昭和63年）度末 - 827,246
- 1989年（平成元年）度末 - 829,465
- 1990年（平成2年）度末 - 832,735（NTT：832,010）（日本テレコム：698）（KDD：27）
- 1991年（平成3年）度末 - 831,124（NTT：830,199）（日本テレコム：875）（KDD：50）
- 1992年（平成4年）度末 - 827,408（NTT：826,277）（日本テレコム：1,081）（KDD：50）
- 1993年（平成5年）度末 - 821,291（NTT：820,131）（日本テレコム：1,110）（KDD：50）
- 1994年（平成6年）度末 - 801,974（NTT：800,772）（日本テレコム：1,150）（KDD：52）
- 1995年（平成7年）度末 - 800,520（NTT：799,306）（日本テレコム：1,157）（KDD：57）
- 1996年（平成8年）度末 - 795,101（NTT：793,870）（日本テレコム：1,174）（KDD：57）
- 1997年（平成9年）度末 - 778,470（NTT：777,200）（日本テレコム：1,213）（KDD：57）
- 1998年（平成10年）度末 - 755,090（NTT：753,871）（日本テレコム：1,162）（KDD：57）
- 1999年（平成11年）度末 - 736,622（NTT：735,812）（日本テレコム：753）（KDD：57）
- 2000年（平成12年）度末 - 707,233（NTT東日本：344,761）（NTT西日本：362,472）
- 2001年（平成13年）度末 - 680,635（NTT東日本：333,313）（NTT西日本：347,322）
- 2002年（平成14年）度末 - 584,162（NTT東日本：285,358）（NTT西日本：298,804）
- 2003年（平成15年）度末 - 503,135（NTT東日本：244,711）（NTT西日本：258,424）
- 2004年（平成16年）度末 - 442,302（NTT東日本：213,398）（NTT西日本：228,904）
- 2005年（平成17年）度末 - 393,066（NTT東日本：187,436）（NTT西日本：205,630）
- 2006年（平成18年）度末 - 360,819（NTT東日本：172,188）（NTT西日本：188,631）
- 2007年（平成19年）度末 - 329,301（NTT東日本：157,836）（NTT西日本：171,465）
- 2008年（平成20年）度末 - 307,187（NTT東日本：147,620）（NTT西日本：159,567）
- 2009年（平成21年）度末 - 283,161（NTT東日本：137,992）（NTT西日本：145,169）
- 2010年（平成22年）度末 - 252,775（NTT東日本：121,508）（NTT西日本：131,267）
- 2011年（平成23年）度末 - 231,038（NTT東日本：110,242）（NTT西日本：120,796）
- 2012年（平成24年）度末 - 210,448（NTT東日本：100,564）（NTT西日本：109,884）
- 2013年（平成25年）度末 - 195,514（NTT東日本：93,424）（NTT西日本：102,090）
- 2014年（平成26年）度末 - 183,655（NTT東日本：87,785）（NTT西日本：95,870）
- 2015年（平成27年）度末 - 171,179（NTT東日本：78,199）（NTT西日本：92,980）
- 2016年（平成28年）度末 - 161,375（NTT東日本：71,434）（NTT西日本：89,941）
- 2017年（平成29年）度末 - 157,875（NTT東日本：70,402）（NTT西日本：87,473）
- 2018年（平成30年）度末 - 155,214（NTT東日本：69,951）（NTT西日本：85,263）
- 2019年（平成31年/令和元年）度末 - 151,313（NTT東日本：69,325）（NTT西日本：81,988）
- 2020年（令和2年）度末 - 145,643（NTT東日本：69,110）（NTT西日本：76,533）
- 2021年（令和3年）度末 - 137,649
- 2022年（令和4年）度末 - 121,882
- 2024年（令和5年）3月 - 110,333
- 最終的に全国で3万台ほどに台数を削減する計画[36]。

※1971年（昭和46年）度 - 1998年（平成10年）度は総務省発表の資料より。1964年（昭和39年）度以前は電電公社資料、1998年（平成10年）度以降はNTT東西発表の資料より。